# Паланга
Пала́нга (лит. Palangà произношениео файле; до 1917 года — Поланген, Паланген, нем. Polangen) — город и курорт в Клайпедском уезде на западе Литвы. Расположен на берегу Балтийского моря. Административно имеет статус самоуправления, этнографически относится к Жемайтии.

## География
Паланга — город на западе Литвы, расположен вдоль берега Балтийского моря и занимает 25 км побережья (включая посёлок Швянтойи, присоединённый к Паланге в 1973 году). Находится на расстоянии 27 км к северу от Клайпеды и 331 км к северо-западу от Вильнюса, в 19 км к югу от границы с Латвией.

## Название
Название Паланга (лит. Palanga) народная этимология выводит из лит. po langą — «под окном». В действительности, как полагал лингвист Казимерас Буга, название города, вероятно, имеет куршское происхождение. Суффикс -нг- особенно характерен для куршских географических названий. Паланга может происходить от балтского корня, обозначающего «низкое топкое место».
До 1917 года населённый пункт официально именовался Поланген или Паланген (нем. Polangen).

## Герб
Герб города разрабатывался с оглядкой на легенду: лазурное поле символизирует Балтийское море, янтарное ожерелье напоминает о древнем искусстве, а серебряная корона — морскую богиню Юрате. Герб по эскизу Гражины Ошкините был утверждён 3 сентября 1996 года.

## История

Эгле, королева ужей

Tерритория Паланги была заселена издавна. Она расположена на древнем Янтарном пути и являлась одним из центров торговли и ремёсел.
В исторических документах название Паланга впервые упоминается в 1161 году, когда король Дании Вальдемар I высадился там со своим войском. Датой основания считается упоминание этого населённого пункта в хрониках Ливонского ордена в 1253 году. По преданию, в Паланге жила Бирута (лит. Birutė), вайделотка (жрица), которую взял в жены сын Гедимина Кейстут; Бирута стала матерью великого князя литовского Витовта.

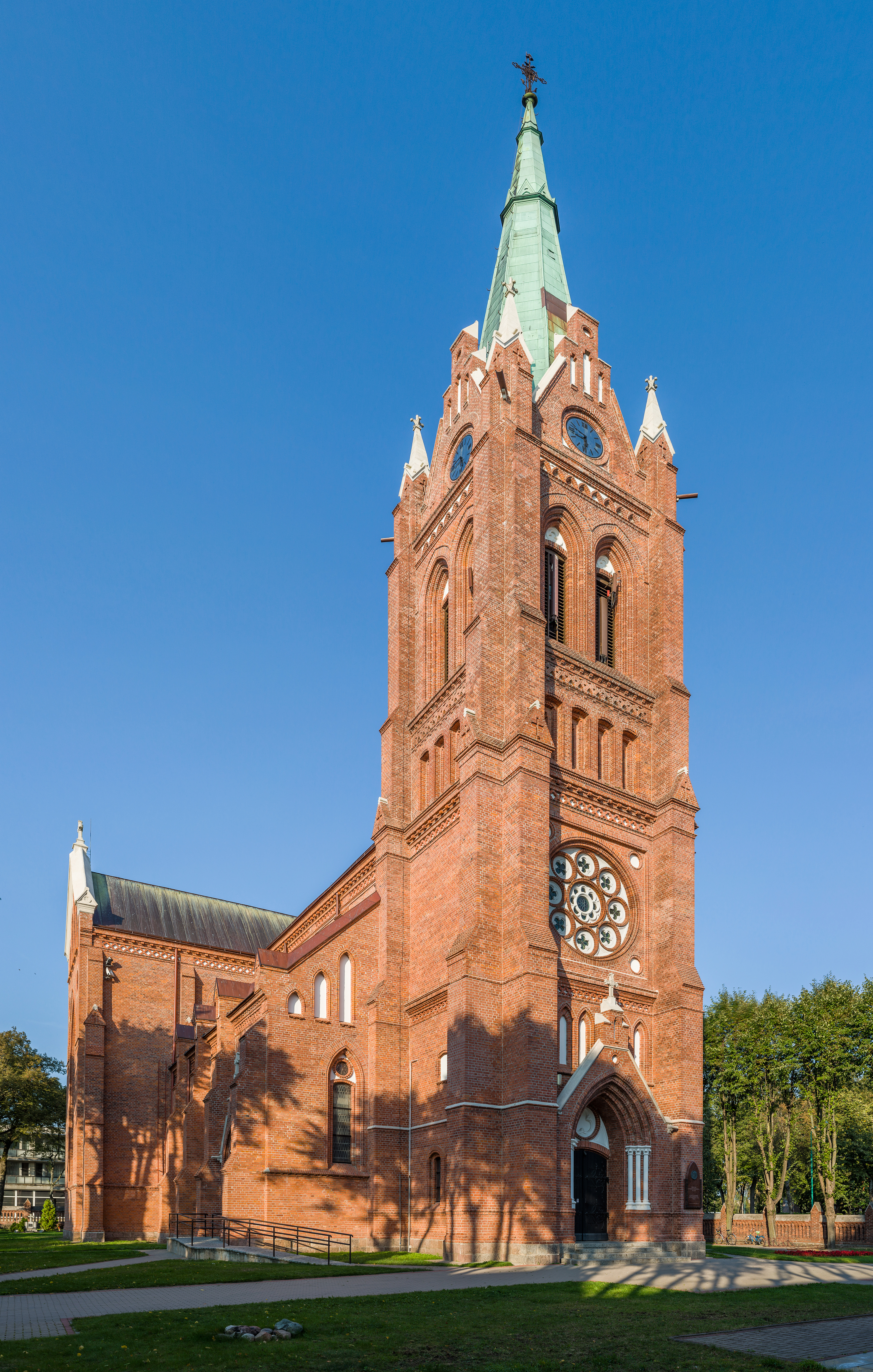
Костёл Успения пресвятой Девы Марии (1907 год)

Между XIII—XV веками жители Паланги противостояли тевтонским рыцарям на юге и Ливонскому ордену на севере. В итоге немецкие рыцари не смогли захватить литовское побережье. В 1422 году по Мельнскому договору Паланга отошла Великому княжеству Литовскому. В XV—XVII веках Паланга была самым важным портом Литвы. Основными занятиями населения были: сбор янтаря, рыболовство и торговля. По морю из Паланги и соседнего Швентойи вывозили янтарь, мёд, воск.
Во время Северной войны в 1701 году шведская армия разрушила Палангу и портовые сооружения в Швянтойи. В 1795 году, после третьего раздела Речи Посполитой, Паланга вошла в состав Российской империи. В 1819 году Паланга была передана из Виленской губернии в состав Курляндской губернии. В административном отношении Паланга стала местечком Гробинского уезда Курляндской губернии.

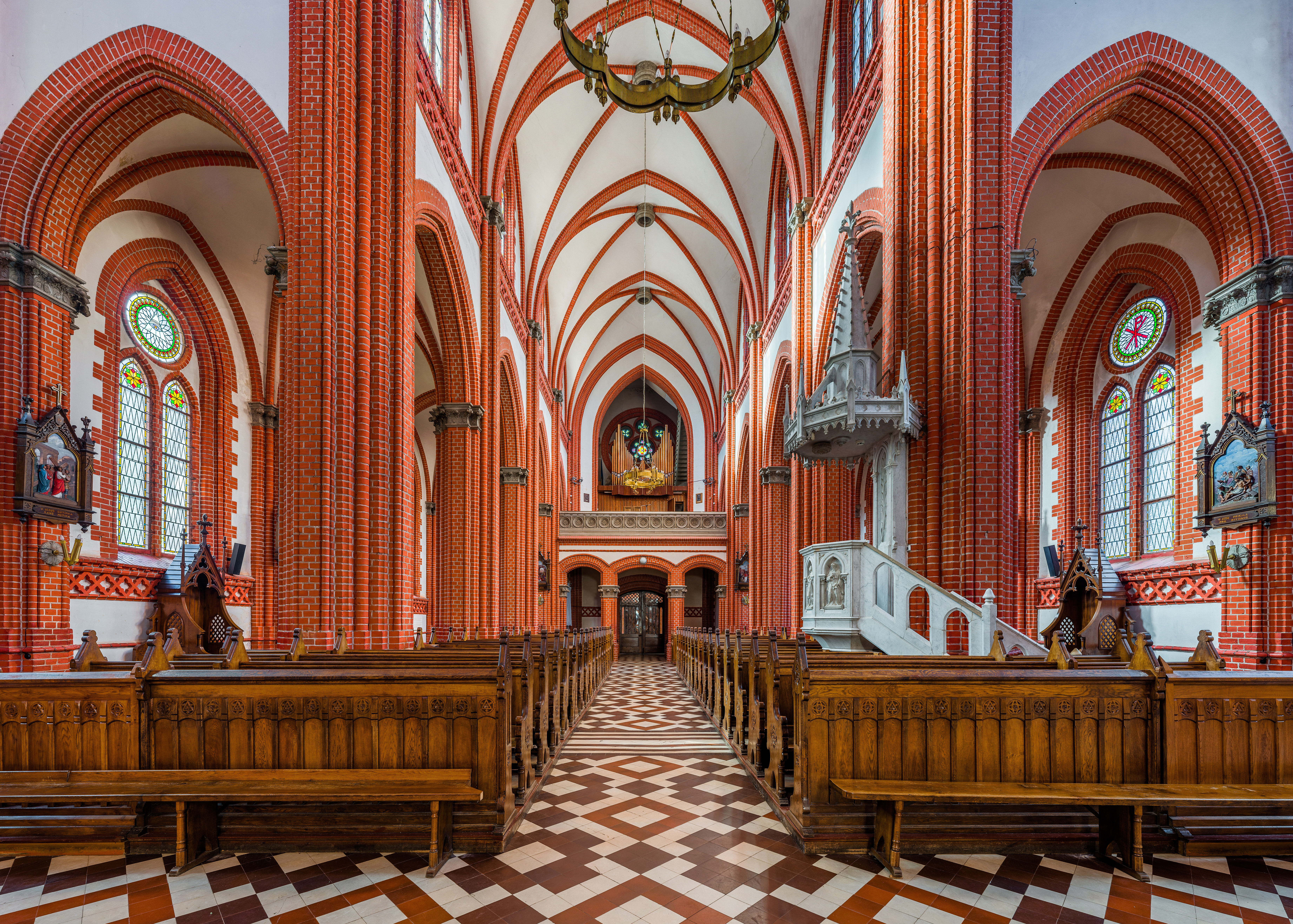
Интерьер костёла

Во время восстания 1830—1831 годов недалеко от Паланги потерпели поражение от русских войск литовские повстанцы во главе с Онуфрием Яцевичем.
В 1824 году Палангу купило семейство графов Тышкевичей. Тышкевичи вложили немало средств в развитие Паланги как морского курорта. Так, в 1877—1880 годах на деньги Тышкевичей построены первые гостиница и ресторан; здесь также появился первый театр, а на пляже обустроены кабины для купания. В 1886 году открылась прогимназия. В 1884—1888 годах построена пристань с длинным пирсом, а в соседнем Швентойи в 1891 году открыта школа мореходства. В 1893—1897 годах при графе Феликсе Тышкевиче в южной части местечка был построен дворец, окружённый английским парком (арх. Эдуард Франсуа Андре).
В первой половине XX века в Паланге открылась крупная лечебница, ориентированная на людей с заболеваниями опорно-двигательного аппарата. В 1907 году принял первых прихожан палангский костёл. После запрета литовской прессы в 1864 году город стал важным центром нелегального ввоза литовских книг из-за рубежа. В 1899 году в Паланге поставлен первый публичный литовский спектакль «Америка в бане» (лит. Amerika pirtyje).

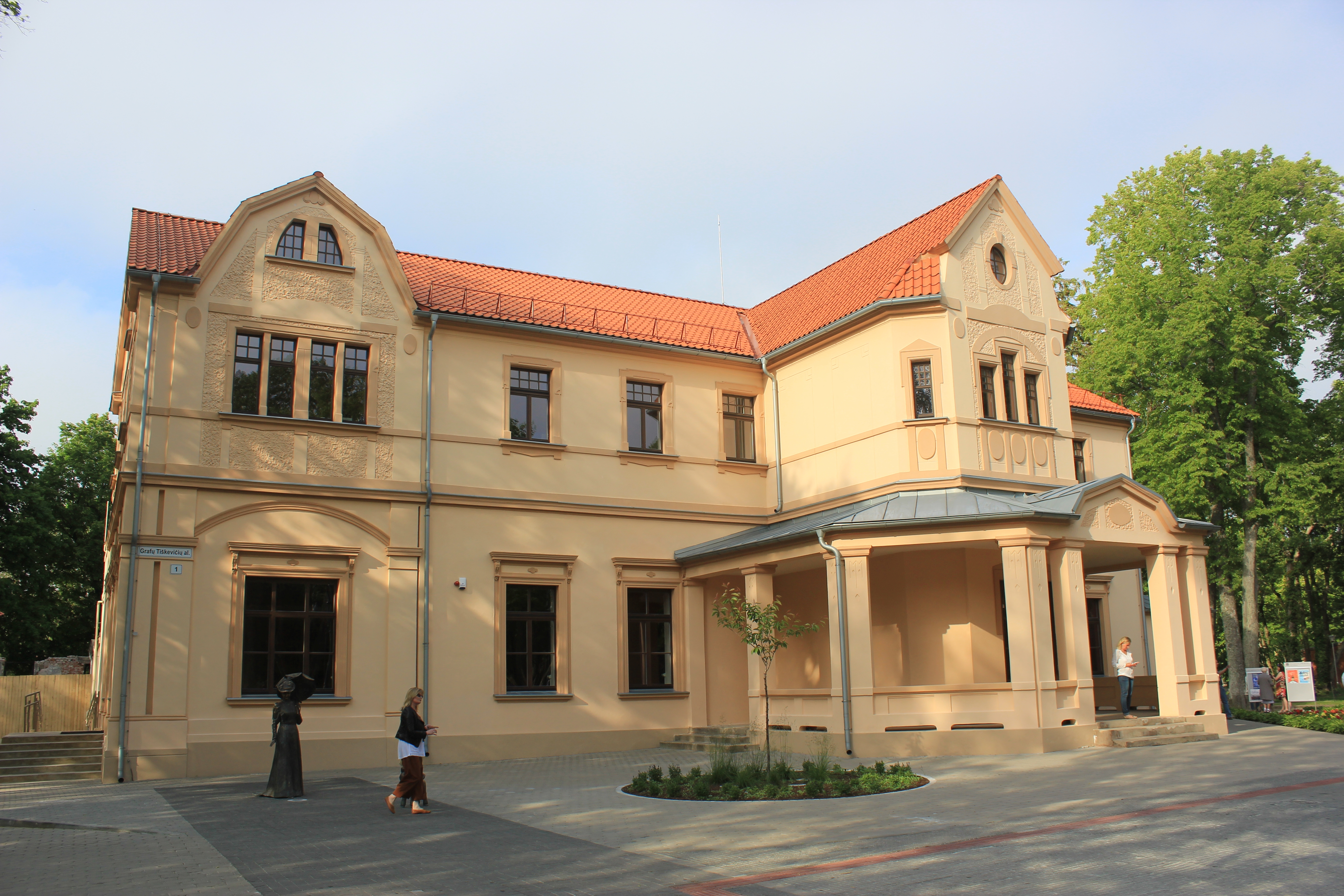
Восстановленный после пожара Палангский курхауз (1877 год) графов Тышкевичей

23 марта 1915 года Паланга оккупирована немецкими войсками. С 1919 по 1921 год входила в состав Латвийской Республики. Тогда между независимой Литвой и Латвией разгорелся спор о принадлежности Паланги и Швянтойи, разрешённый международной арбитражной комиссией под председательством британского профессора и дипломата Джеймса Янга Симпсона, и 21 марта 1921 года эти территории были переданы Литве. 31 марта 1921 года латвийские войска покинули Палангу.
В 1933 году Паланга получила статус города. В 1930-е годы на выкупленных у Тышкевичей землях построен ряд богатых вилл. Паланга становилась неофициальной столицей Литвы в летний период, на курорт приезжали министры и президенты республики, город являлся излюбленным местом отдыха литовской интеллигенции. Курорт пострадал от опустошительного пожара 10 мая 1938 года, уничтожившего около 300 построек, в том числе около 120 жилых домов.

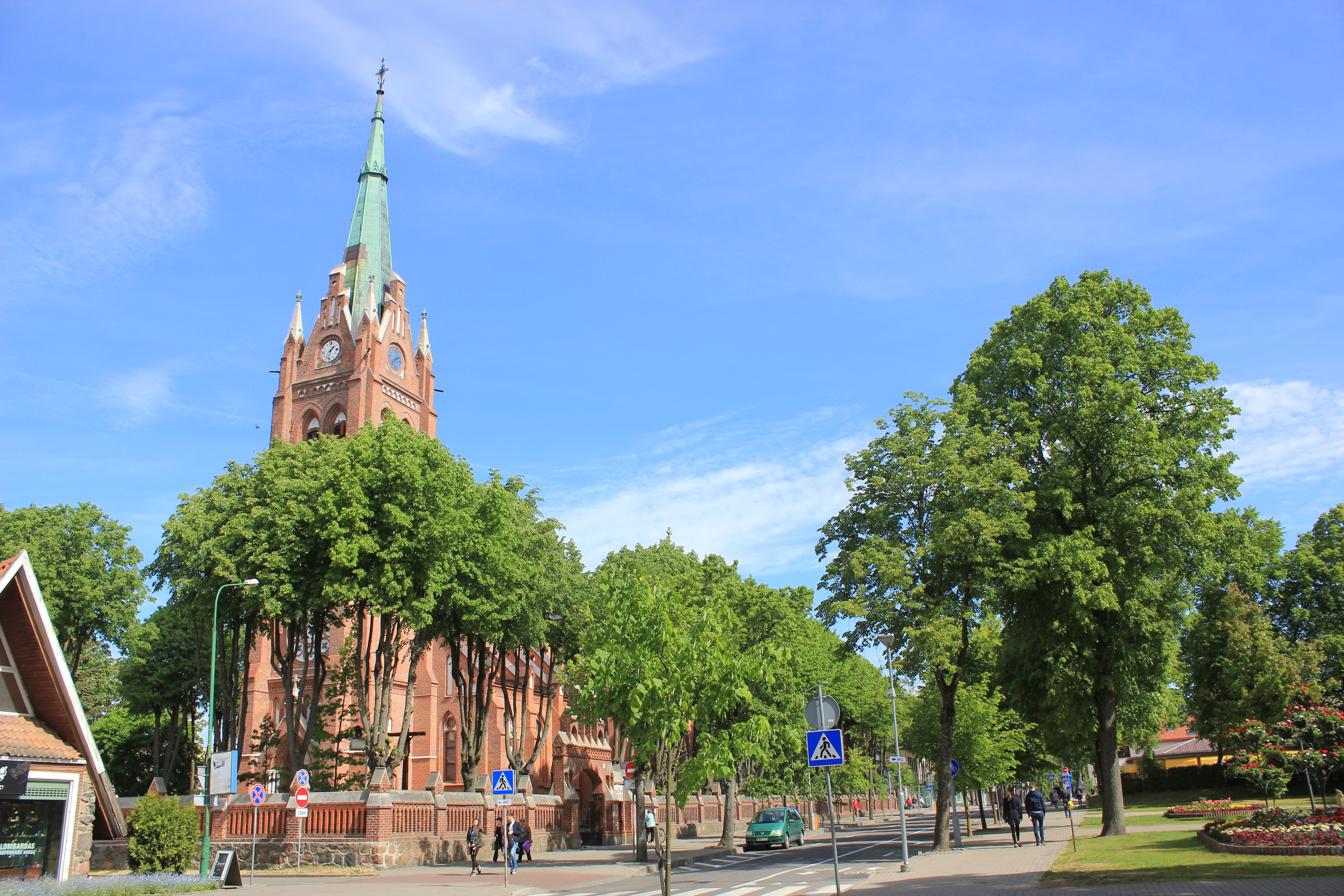
Улица Витауто в Паланге

22 июня 1941 года Паланга занята немецкими войсками; 10 октября 1944 года город занят Красной армией. В советские годы курорт значительно расширился, на базе национализированных вилл были организованы дома отдыха, а также построены несколько новых домов отдыха. В 1963 году открыт аэропорт. Паланга стала одним из крупнейших советских курортов. Два русских поэта — Иосиф Бродский и Роберт Рождественский — посвятили этому городу свои написанные в 1960-х годах стихотворения.
С 1991 года — в составе независимой Литовской Республики. В 1992 году из Паланги выведены российские войска. Благоустройство курорта продолжалось, возобновлена работа старой гимназии. В 1999 году открыт музей литовского художника и скульптора Антанаса Мончиса. Большой ущерб городу причинил ураган «Анатолий», который пронёсся над побережьем Литвы в 1999 году (в том числе был разрушен знаменитый палангский пирс, который пришлось реконструировать). Расположенная между пирсом и центральной улицей Витауто, некогда тихая и тенистая улица Басанавичюса стала пешеходным «Палангским Бродвеем», средоточием ресторанов, кафе и шумных развлечений.

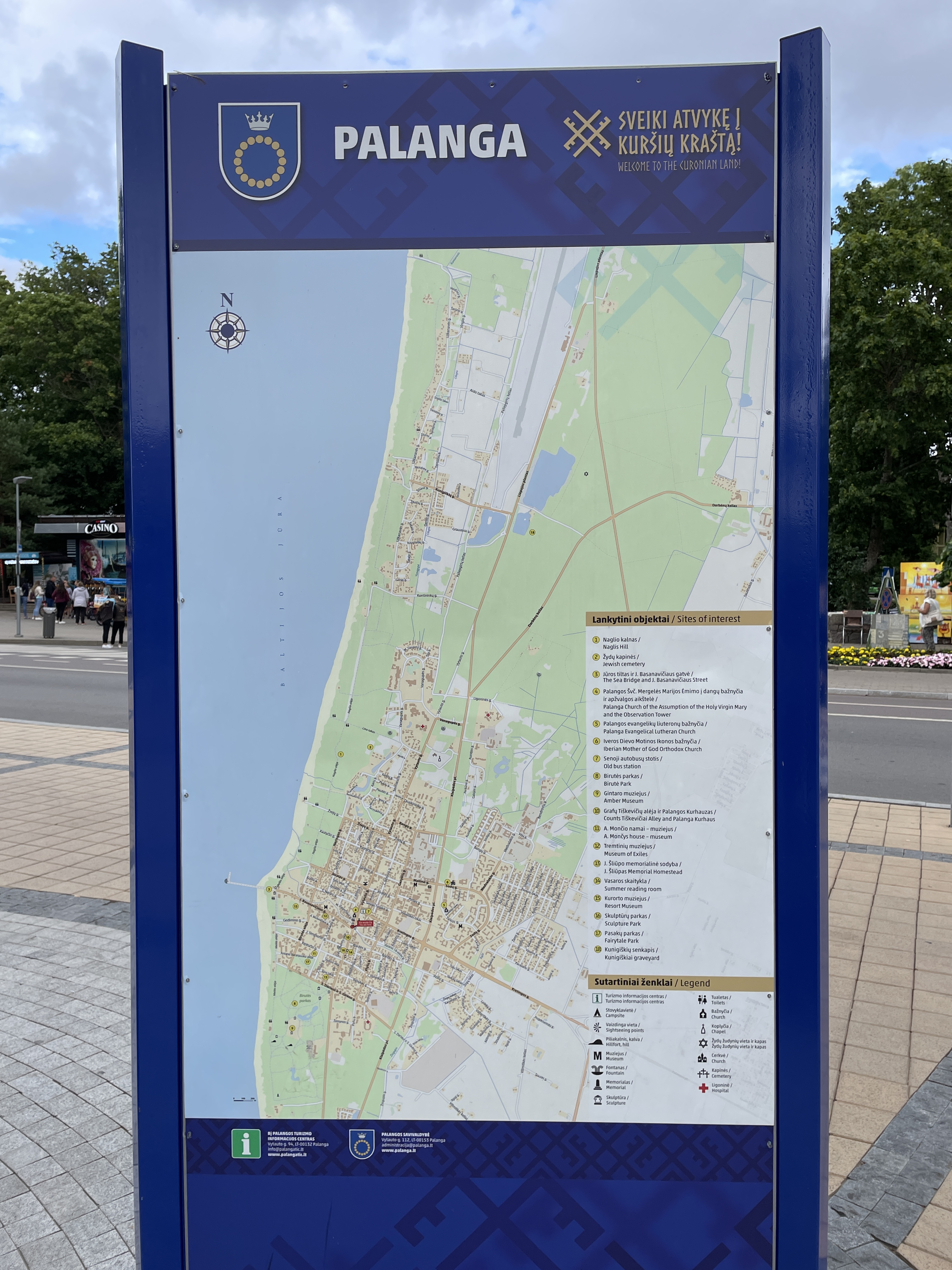
Карта Паланги

Решением специальной комиссии Министерства культуры Литвы Паланга выбрана культурной столицей страны на 2013 год.

## Климат

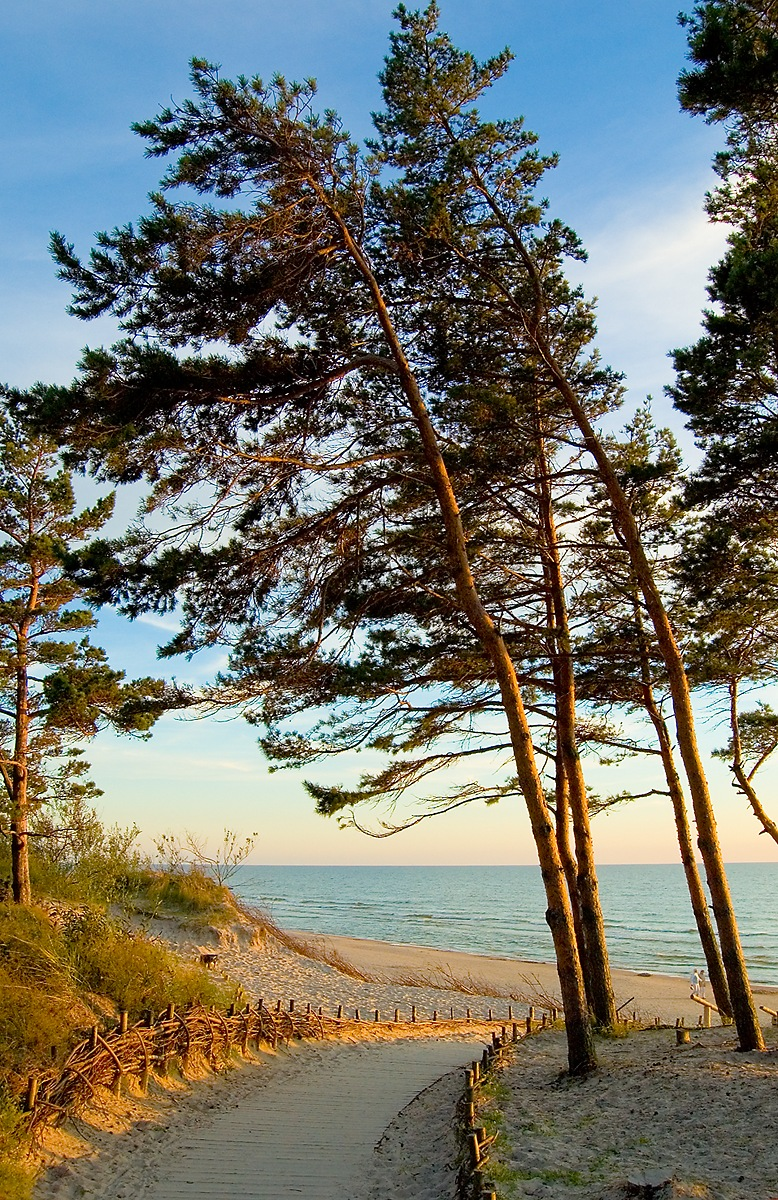
Побережье Паланги

Климат — мягкий морской, весьма переменчив, с тёплым летом, сравнительно мягкой и малоснежной зимой. Самый тёплый сезон — в июле и августе, когда температура воздуха достигает +25 °C и выше, а воды +20 °C. В эти месяцы практически все дни солнечные, однако часто бывают непродолжительные грозы.

## Население
В 1867 году в Паланге проживало 1414 человек и имелось 164 дома. В 1897 году количество жителей достигло 2419 человек.
В 2001 году в Паланге насчитывалось 17,6 тыс. жителей. В городе проживало 8,1 тыс. мужчин и 9,6 тыс. женщин. Средняя плотность населения — 223 человека на один квадратный километр.
В 2011 году численность населения Паланги составляла 15 732 чел. Национальный состав по данным переписи 2011 года (человек):
- 14 839 (94,32 %) — литовцы,
- 433 (2,75 %) — русские,
- 152 (0,97 %) — латыши,
- 96 (0,61 %) — украинцы,
- 39 (0,25 %) — белорусы,
- 33 (0,21 %) — поляки,
- 140 (0,89 %) — другие национальности.

| 2001    | 2002    | 2003    | 2004    | 2005    | 2006    | 2007    | 2008    | 2009    |
| ------- | ------- | ------- | ------- | ------- | ------- | ------- | ------- | ------- |
| 17 619  | ↘17 372 | ↘17 324 | ↘17 222 | ↘17 048 | ↘16 704 | ↘16 518 | ↘16 386 | ↘16 272 |
| 2010    | 2011    | 2012    | 2013    | 2014    | 2015    | 2016    | 2017    | 2018    |
| ↘16 212 | ↘15 771 | ↘15 512 | ↘15 353 | ↗15 358 | ↗15 379 | ↗15 542 | ↘15 449 | ↘15 381 |
| 2019    | 2020    | 2021    | 2022    | 2023    |         |         |         |         |
| ↗15 664 | ↗16 038 | ↗16 746 | ↗16 976 | ↗18 132 |         |         |         |         |

## Транспорт

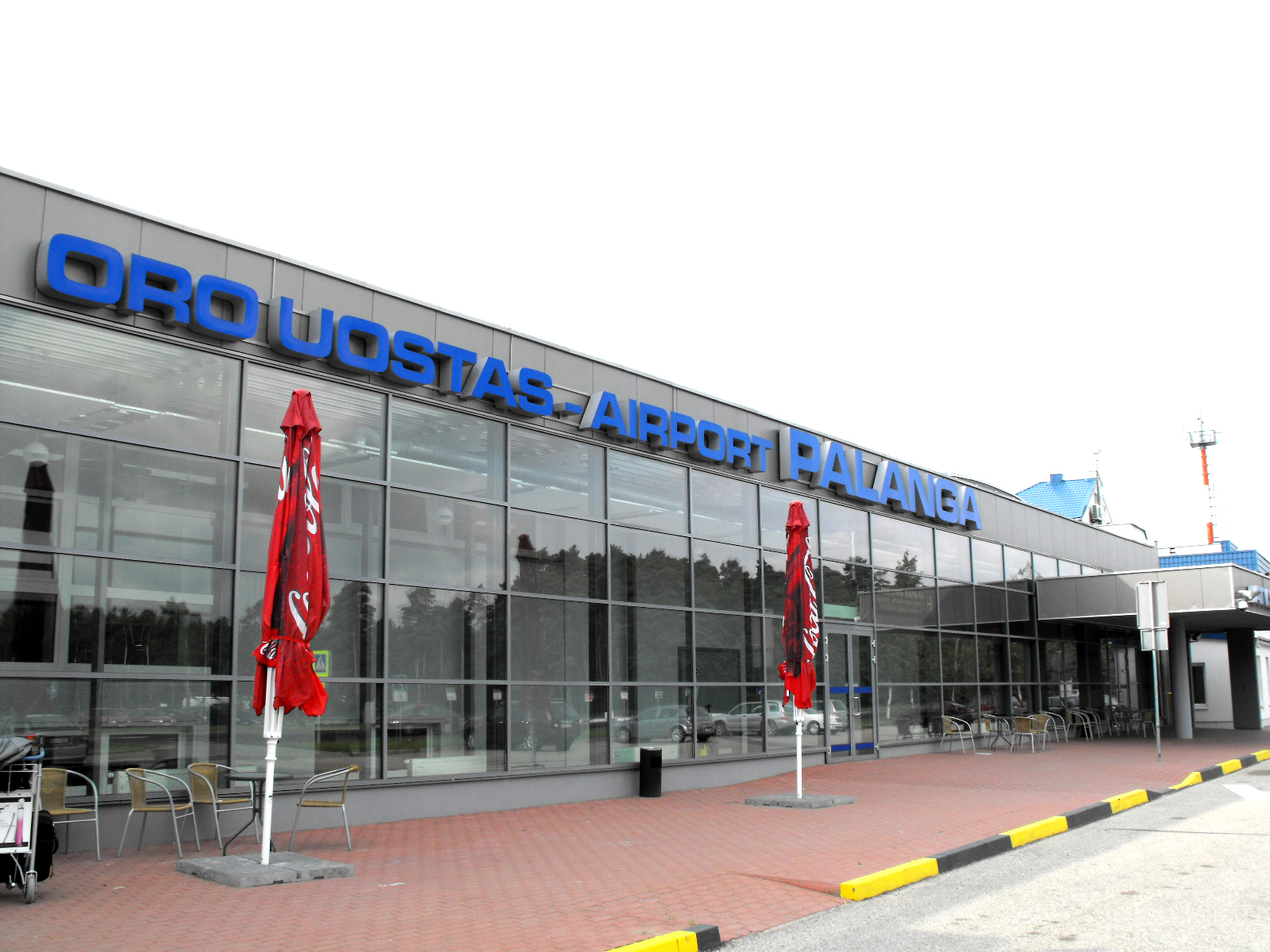
Международный аэропорт Паланга

В 7 км к северу от центра города находится международный аэропорт Паланги. Существует авиасообщение c городами Лондон, Дублин, Амстердам, Копенгаген, Рига, Осло. Междугородние автобусы из Паланги следуют в различные города, такие как Клайпеда, Каунас, Вильнюс. Общественный транспорт соединяет Палангу, Швянтойи и Немирсету. Магистраль А13 соединяет Палангу с Клайпедой. Город связан автомагистралями с Вильнюсом и Каунасом. К востоку от Паланги, примерно в 11 км автомобильной дорогой A11, находится город Кретинга. В 2015 году открыт новый автовокзал. Ближайшие железнодорожные станции — в Клайпеде и Кретинге.
Большое внимание уделено развитию велосипедного транспорта. Между Палангой, Швентойи и Клайпедой проложена велосипедная дорожка.

## Экономика
Основой экономики города является туризм (обслуживание отдыхающих и рекреация).
На курорте действует свыше 70 отелей и гостевых домов. В настоящее время гостиницы города могут одновременно принять 15 тыс. гостей, также значительная часть приезжих размещается в частных домах, где цены на проживание ниже.

## Спорт

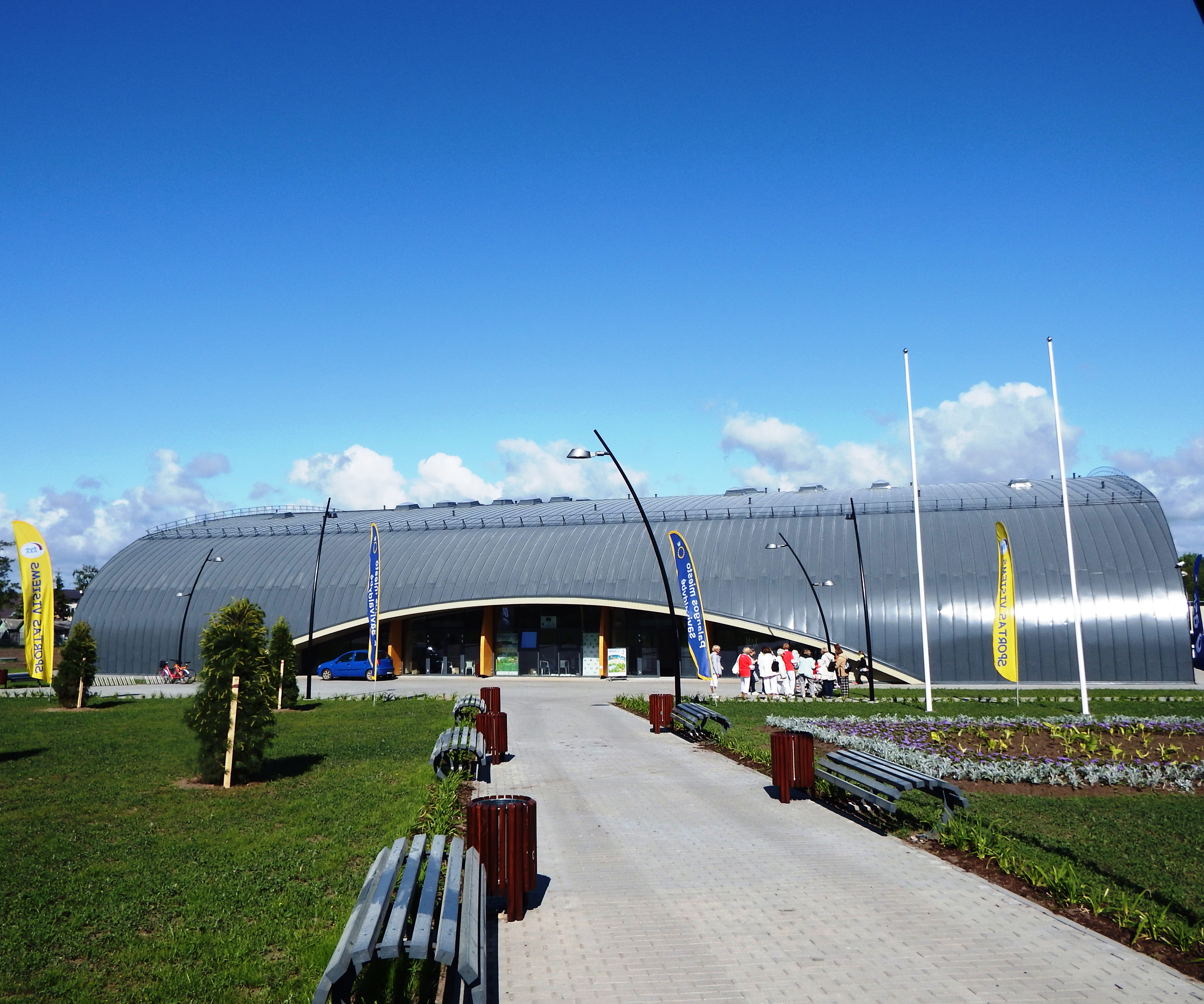
Спортивная арена

- Баскетбольный клуб БК Куршяй представляет город в чемпионате Национальной баскетбольной лиги (НКЛ).
- ФК Паланга — литовский футбольный клуб из Паланги.
- Футбольный стадион Паланги.

## Средства массовой информации
- Газета «Вечерняя Паланга» (лит. Vakarinė Palanga).
- Газета «Палангский пирс» (лит. Palangos Tiltas).
- Музыкально-развлекательная радиостанция HOT FM (с 2002 года).

## Достопримечательности

Концертный зал Паланги

- Пирс, уходящий в море на 480 м — один из символов Паланги. Сооружён в 1884—1888 годах, реконструирован в 1998 году.
- Костёл Вознесения Девы Марии, построенный в неоготическом стиле в 1907 году. Самое высокое здание Паланги (76 м). С 2018 года открыта смотровая площадка на башне костёла.
- Палангский музей янтаря, расположен во дворце в самом центре Ботанического парка.
- Парк Бируте и ботанический сад
- пешеходная улица Йоно Басанавичяус.
- Музей курорта Паланги, расположен в старой вилле «Анапилис» (1898 год; Бирутес ал., 34А)
- Старинная аптека Паланги (1827 год; ул. Витауто, д. 33).
- Музей ссылки и резистенции, посвящённый репрессиям в период нахождения Литвы в составе СССР (ул. Й. Басанавичяус, 21).
- Церковь во имя иконы Божией Матери «Иверская» (2001 год; адрес: ул. Соду, 52).
- Мемориальная усадьба доктора Йонаса Шлюпаса (1861—1944), известного общественного деятеля, первого бургомистра Паланги (ул. Витауто, 23А).
- Дом-музей художника и скульптора Антанаса Мончиса (ул. Дауканто, 16).
- Приморский региональный парк (располагается между Палангой и Клайпедой). Основан в 1992 году.
- Палангский концертный зал. Открыт в 2015 году.
- музыкальный фонтан (пересечение улиц Юрате и Витаутаса).

### Музей янтаря и Ботанический парк
Музей янтаря, расположенный в бывшем дворце Тышкевичей, был открыт в 1963 году и насчитывает около 4,5 тысяч экспонатов. Возле дворца расположена скульптура «Благословляющий Христос». Привезённая из Франции в начале XX века, скульптура была уничтожена в советское время; в 1993 году на прежнем месте установили её копию работы Стасиса Жиргулиса.
Палангский ботанический парк (1897 год), был спланирован известным французским ландшафтным архитектором и ботаником Эдуардом Франсуа Андре, который вместе со своим сыном провёл в Паланге три лета, работая над созданием парка. Парк насчитывает около 300 видов растений. Среди достопримечательностей парка — скульптурная композиция «Эгле, королева ужей» (1960 год, скульптор Робертас Антинис-старший), сюжет которой основан на одноимённой литовской сказке.
На территории парка находится гора Бируте, связанная с романтической историей весталки, ставшей женой великого князя литовского Кестутиса. На вершине горы располагается часовня (1869 год, архитектор К. Майерис) с витражами (1976 год, автор Л. Поцюс). У подножия горы установлена скульптура «Тебе, Бируте» (1965 год, скульптор К. Тулене), а также «Лурд» — грот со статуей Девы Марии, созданный графом Тышкевичем по просьбе его жены.

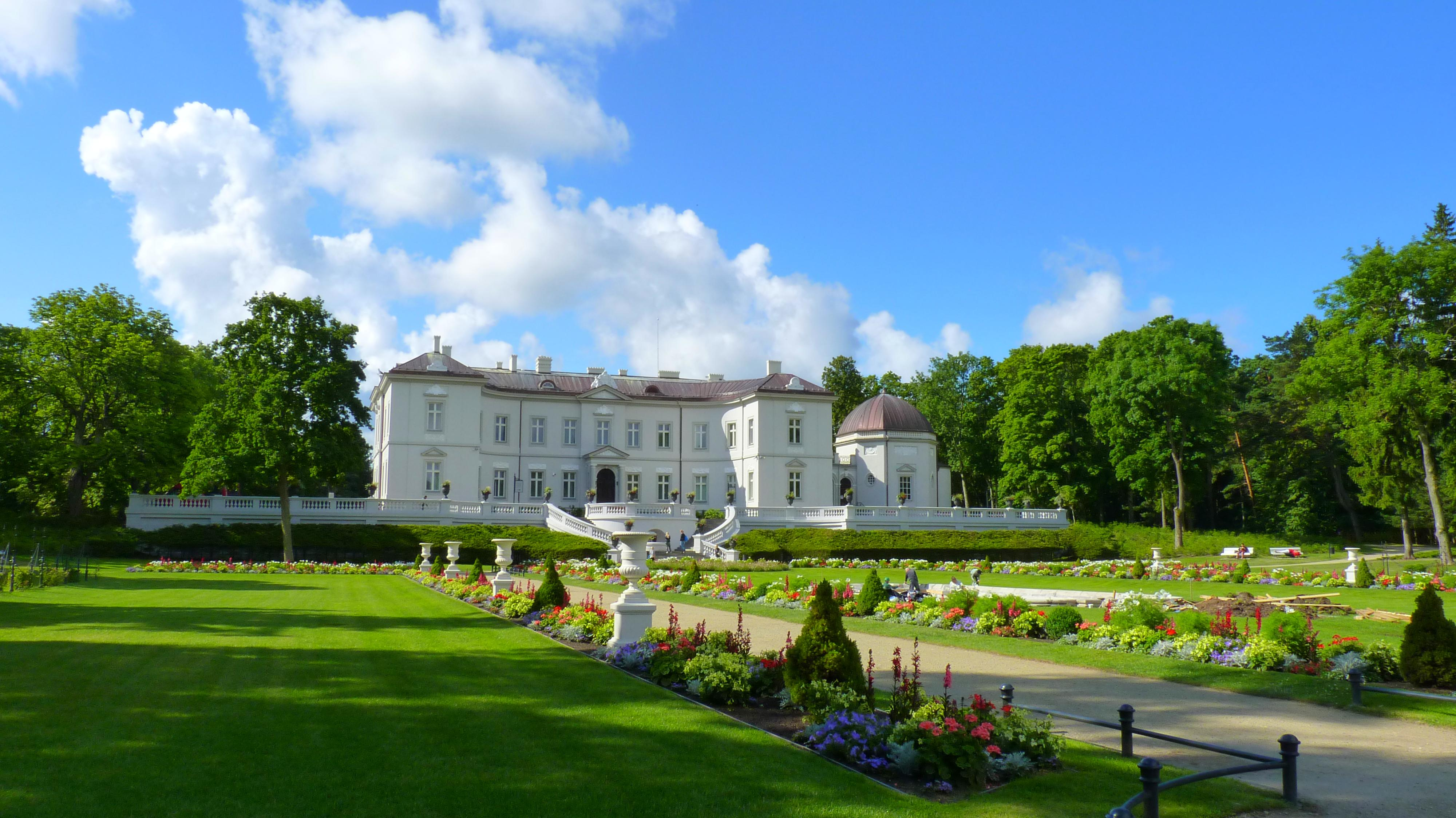
Музей янтаря
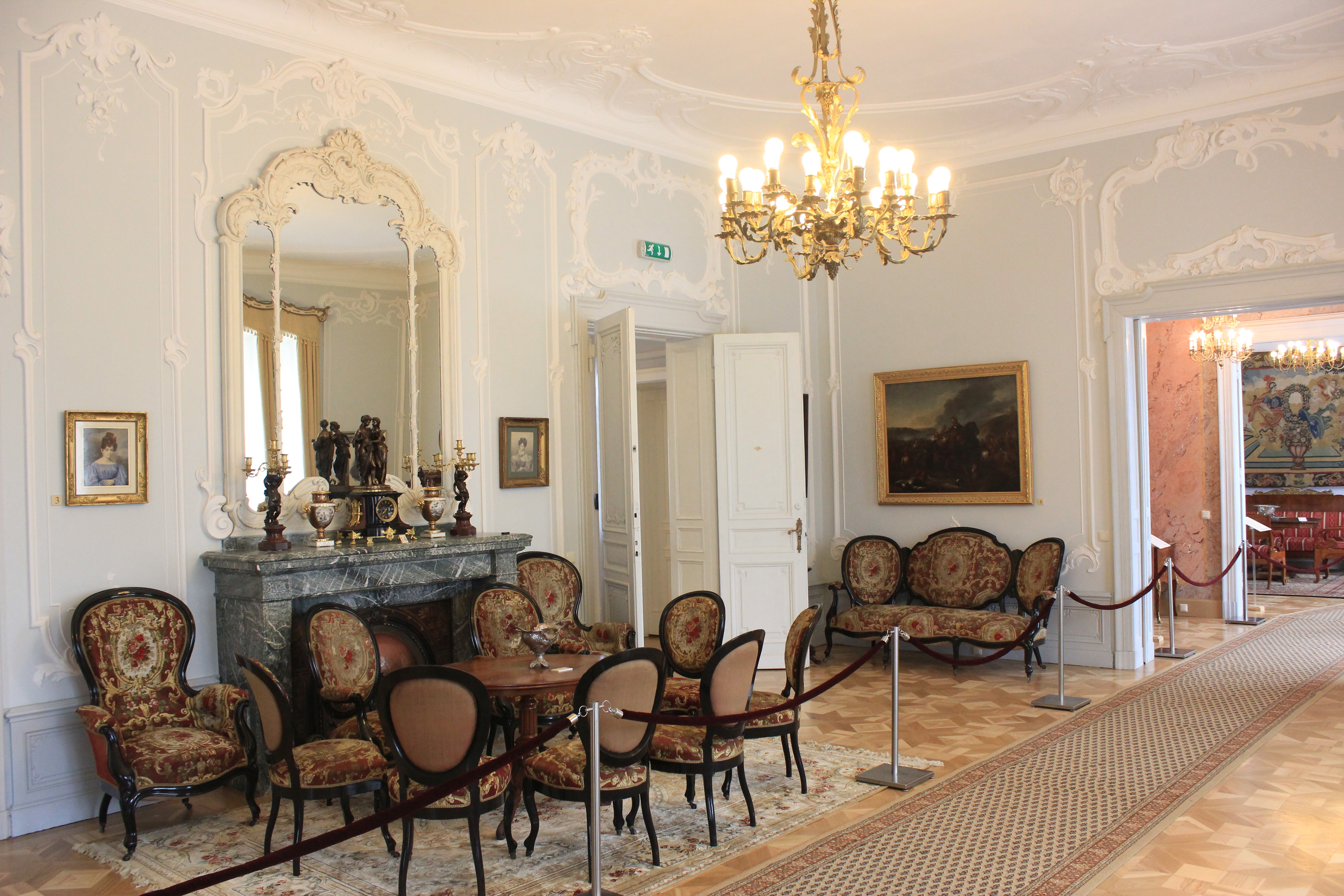
Музей янтаря
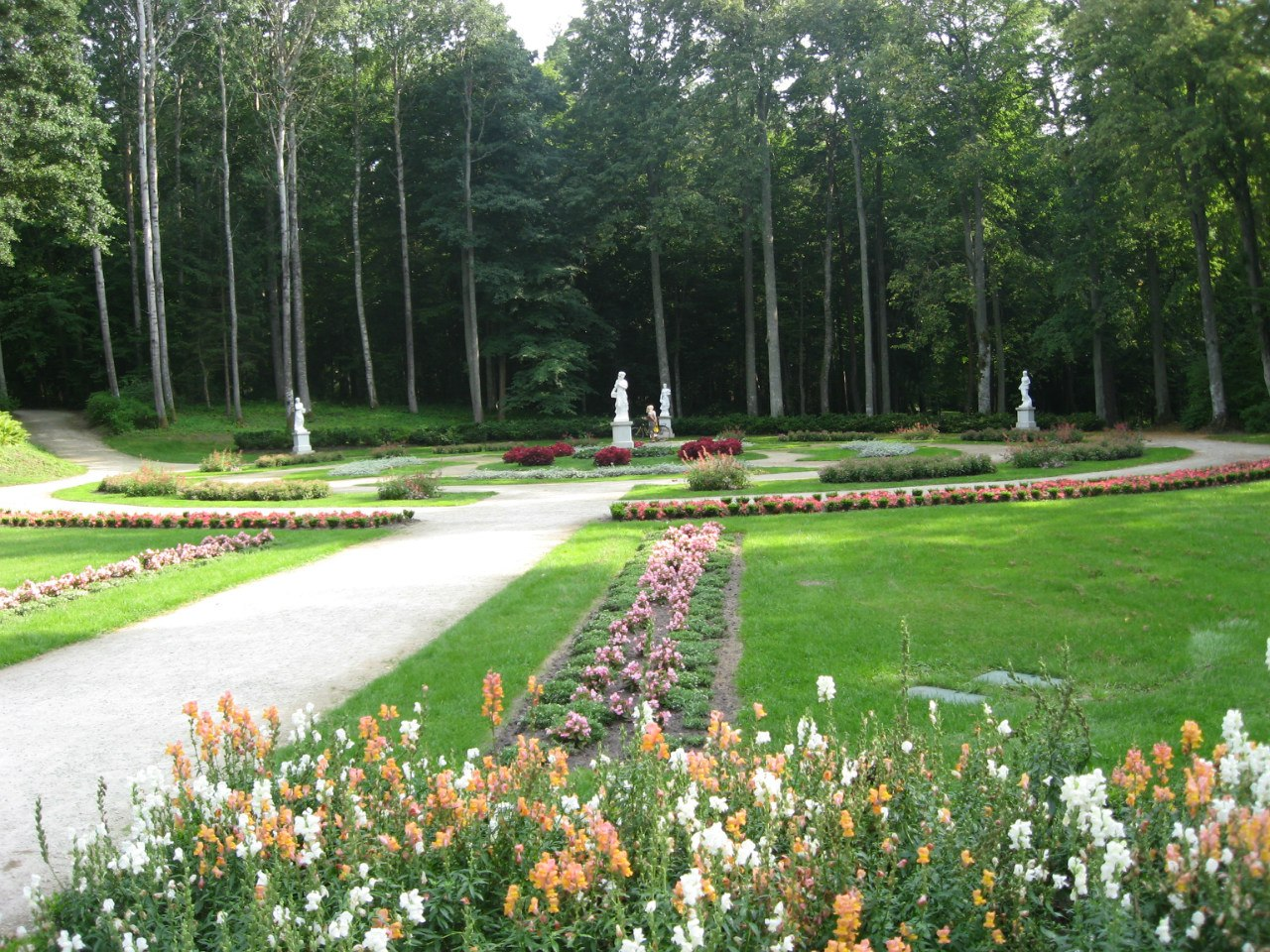
Малый партер Палангского ботанического парка
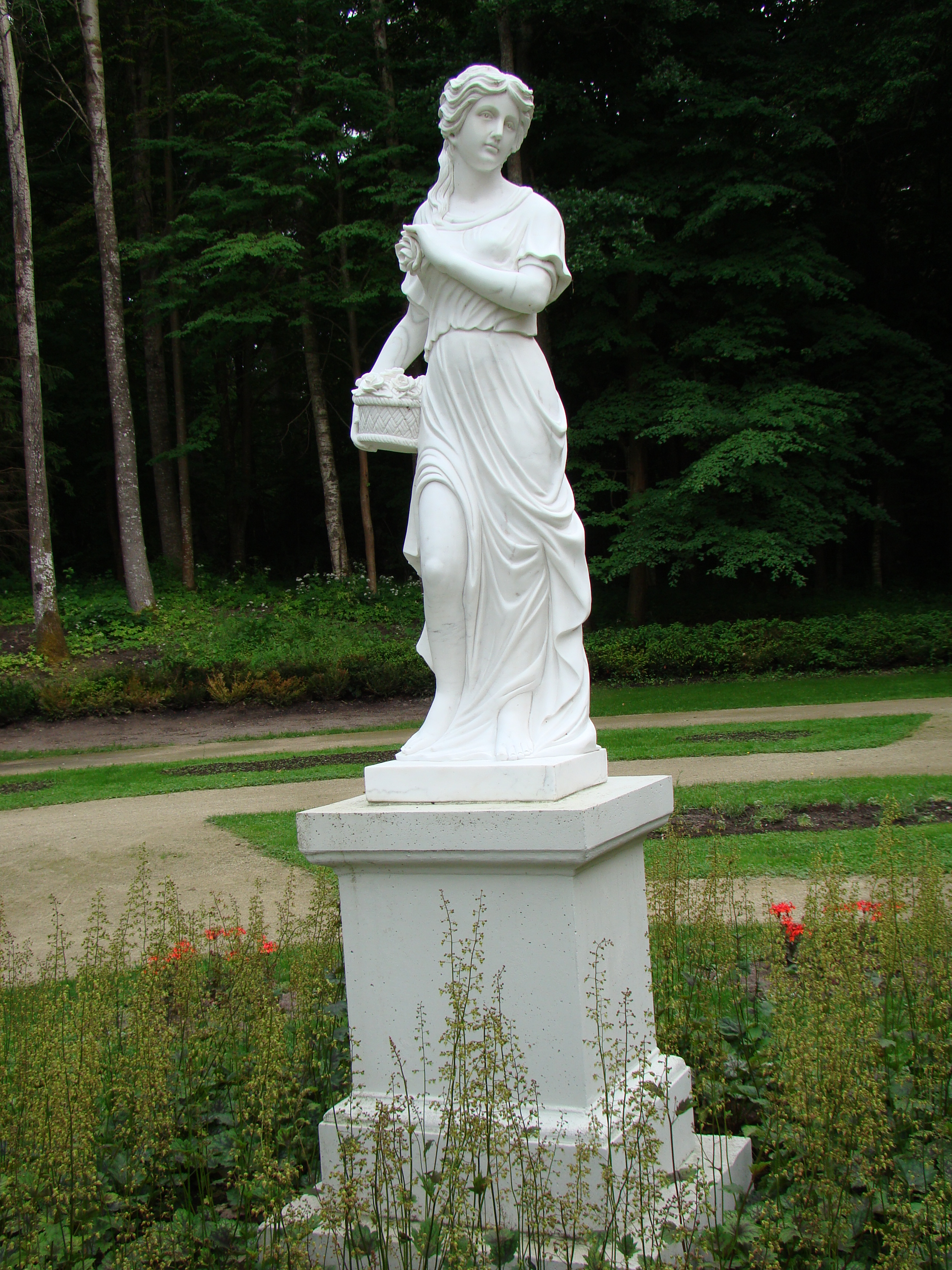
Скульптура в парке
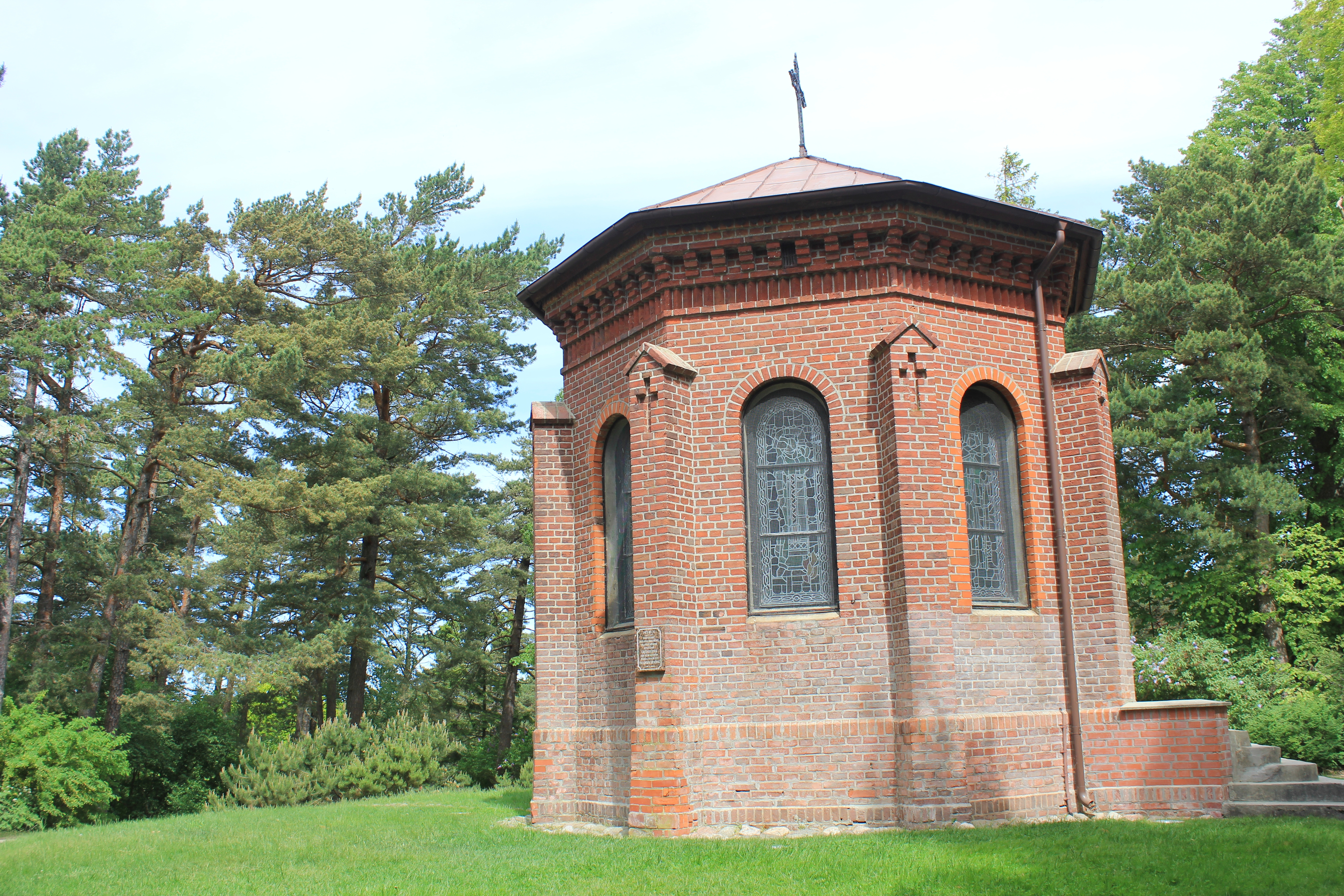
Часовня на вершине горы Бирутес (1869 год)

## Галерея

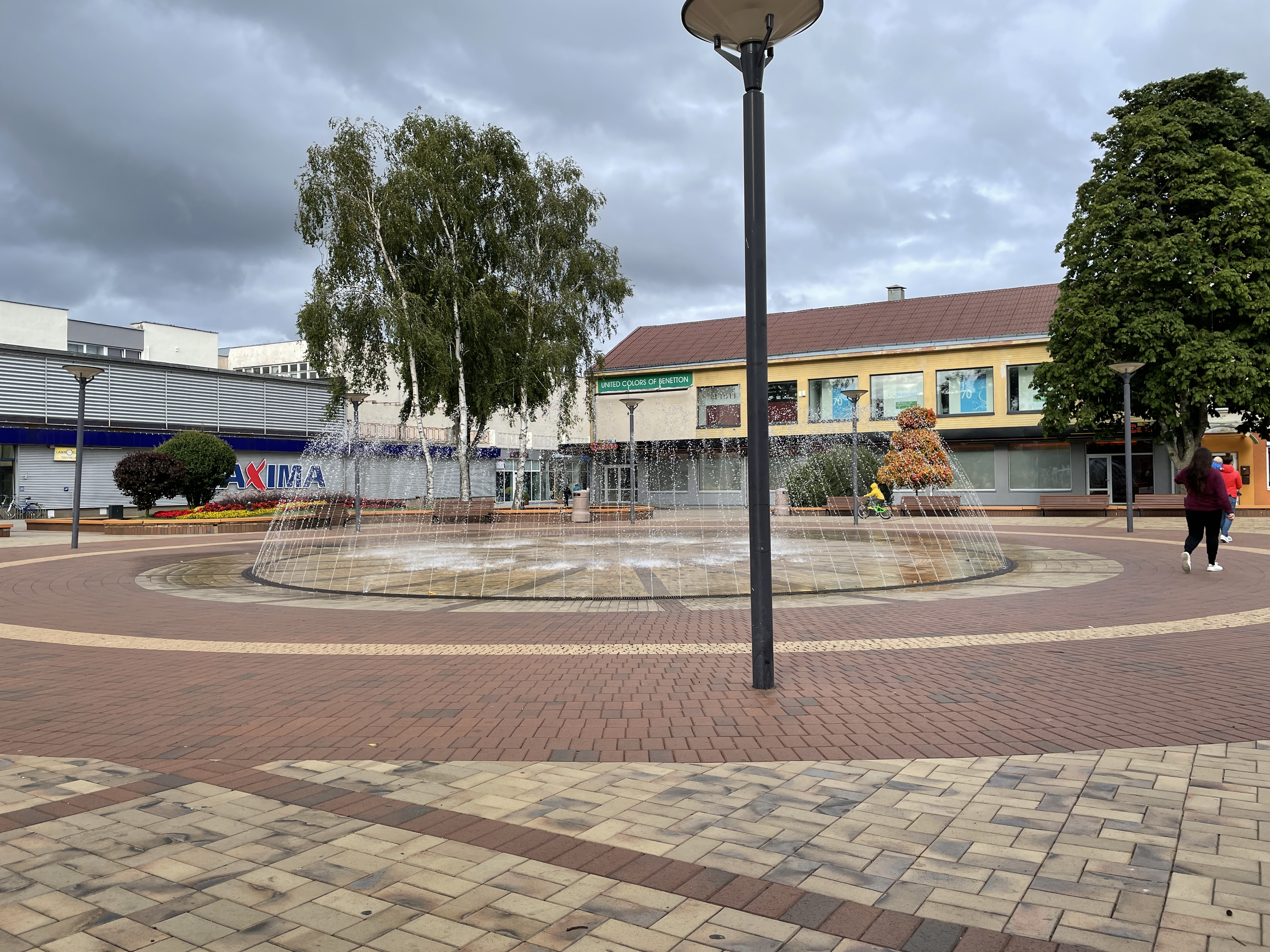
Фонтан в Паланге
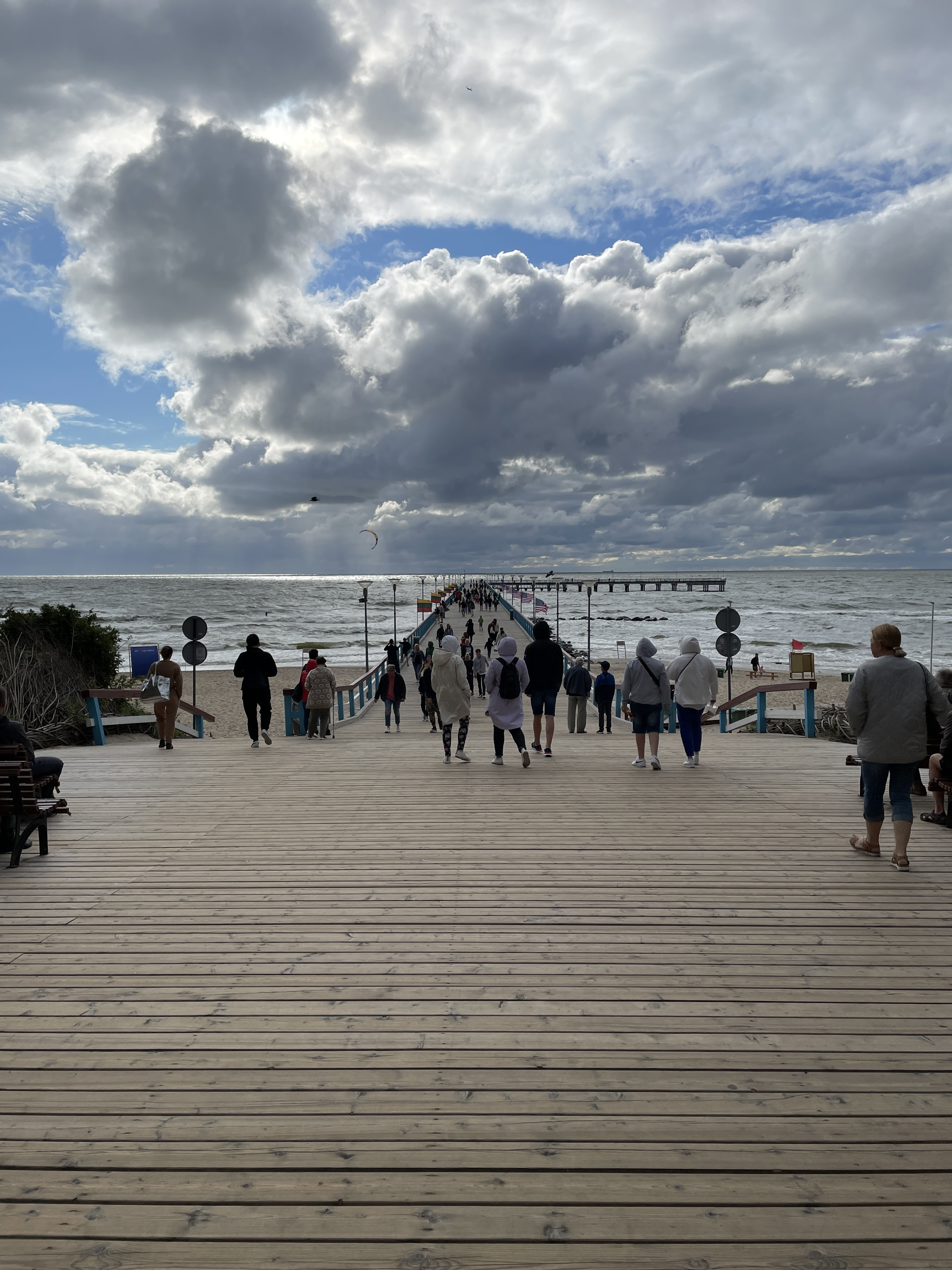
Палангский мост
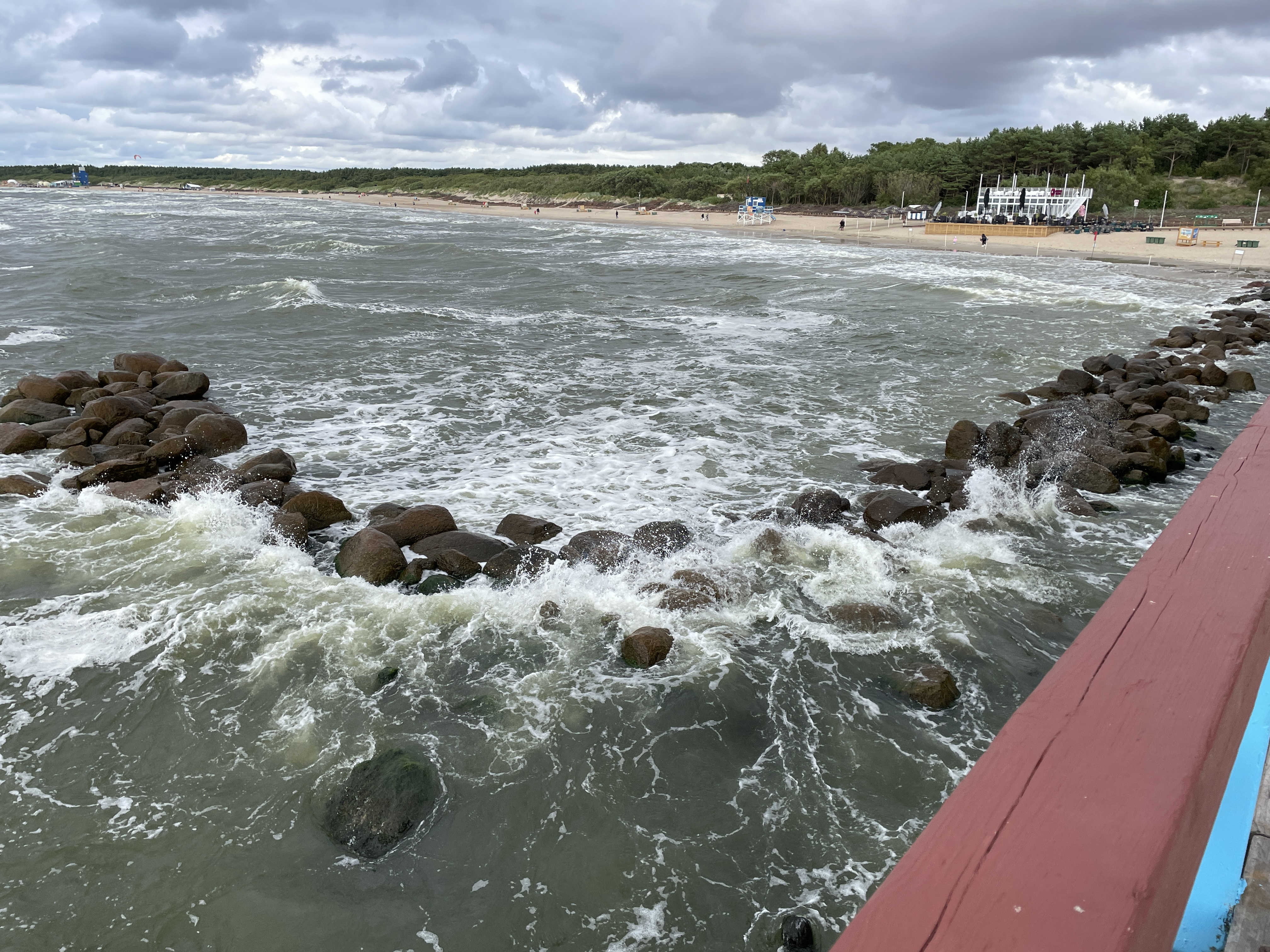
Развалины старого моста
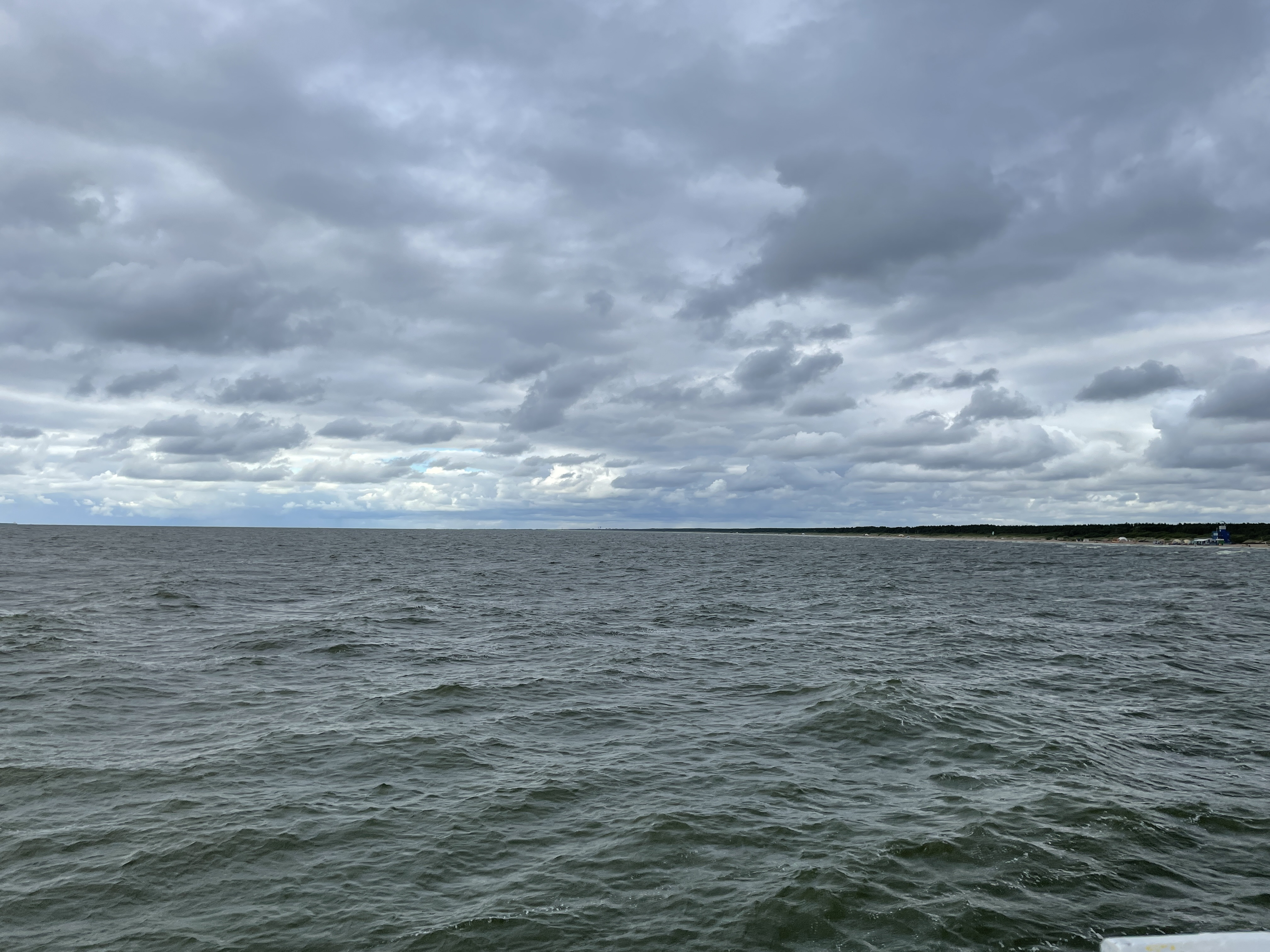
Вид на Швянтойи
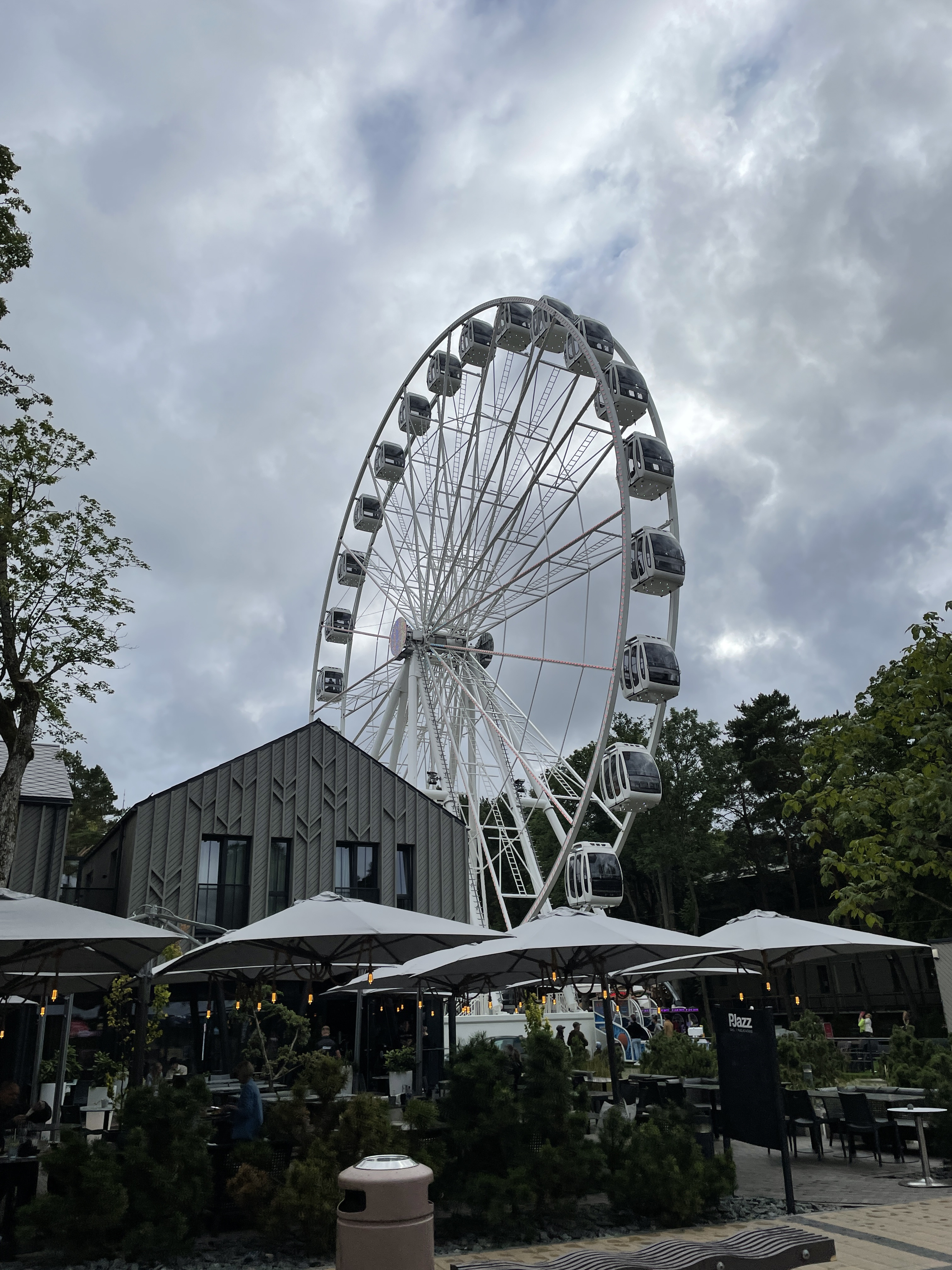
Колесо обозрения
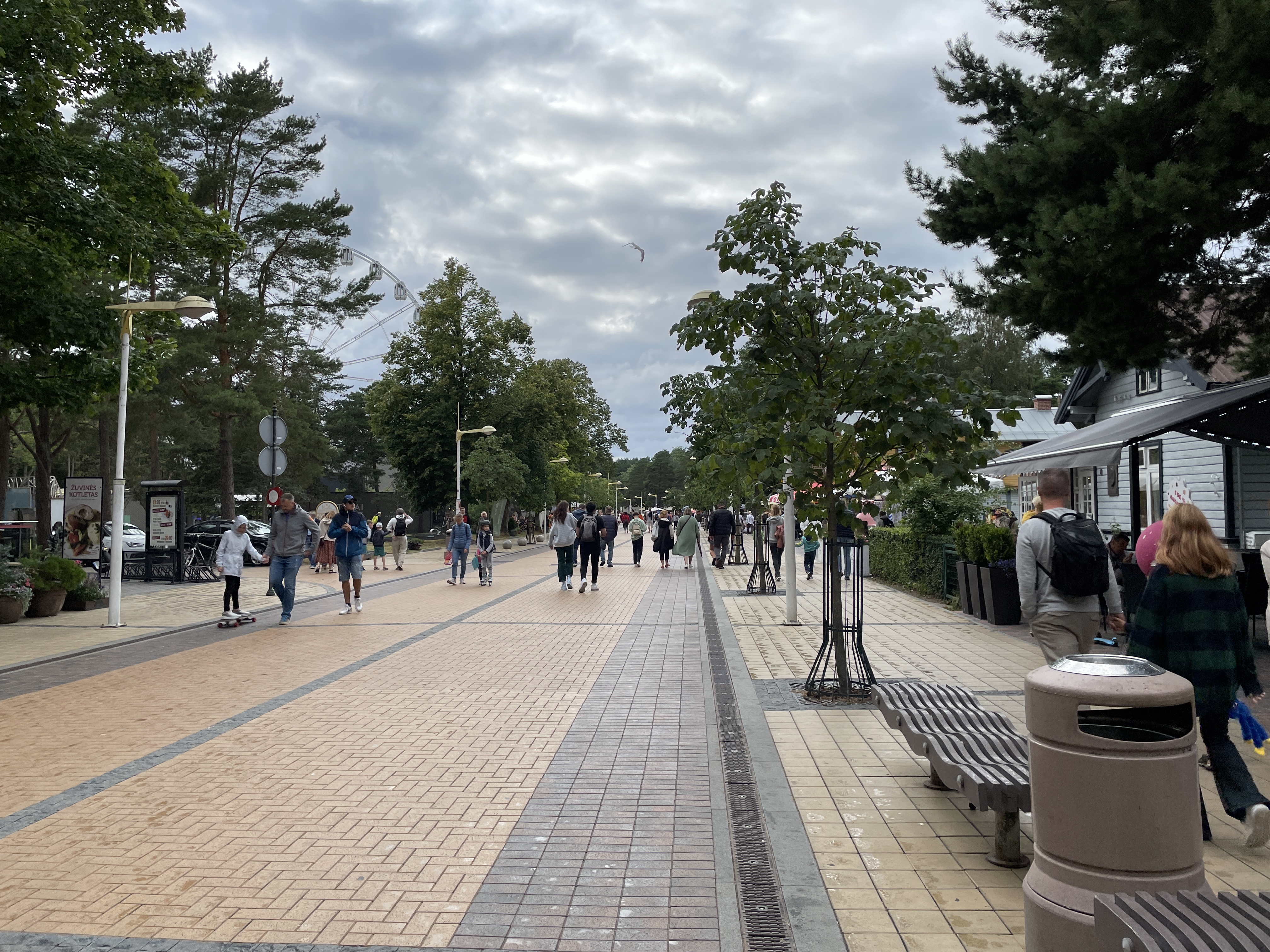
Улица Й. Басанавичяус (J. Basanavičiaus gatvė)

## Города-побратимы
- Фредериксберг, Дания
- Юрмала, Латвия
- Лиепая, Латвия
- Берген-ауф-Рюген, Германия
- Лодзь, Польша
- Устка, Польша
- Пярну, Эстония
- Симрисхамн, Швеция
- Буча, Украина (с 2015 г.)[30]
- Светлогорск, Россия (до 2022 г.)

## Известные жители и уроженцы
- Бирута (1317—1382) — жена литовского князя Кейстута, мать великого князя литовского Витовта
- Йонас Шлюпас (1861—1944) — доктор медицинских наук, литовский политический деятель и первый бургомистр Паланги
- Юлиус Бруцкус (1870—1951) — литовский историк, учёный и политик
- Владас Юргутис (1885—1966) — литовский священник, экономист и профессор
- Балис Дварионас (1904—1972) — литовский композитор. В 1953—1972 годах проводил лето в Паланге, похоронен на Палангском кладбище.
- Йонас Жемайтис-Витаутас (1909—1954) — генерал, руководитель антисоветского сопротивления Литвы. Позже был официально признан одним из президентов Литвы.
- Альфредас Тишкявичюс (1913—2008) — граф, почётный гражданин Паланги, похоронен на Палангском кладбище.
- Рамуте Скучайте (род. 1931) — литовская поэтесса, драматург
- Людвикас Нарцизас Расимавичюс (род. 1938) — литовский политик. В 1990 году были среди тех, кто подписал Акт о восстановлении независимого Литовского государства.
- Лаймонас Тапинас (1944—2022) — литовский писатель, журналист и критик
- Стасис Повилайтис (1947—2015) — литовский эстрадный певец и поэт, похоронен на Палангском кладбище
- Эдмундас Бенетис (род. 1953) — литовский архитектор
- Раймундас Палайтис (род. 1957) — литовский политик, министр внутренних дел в 2008—2012 годах
- Индре Шерпитите (род. 1983) — литовская художница и фотограф
- Ренальдас Сейбутис (род. 1985) — литовский профессиональный баскетболист

## Галерея

Паланга
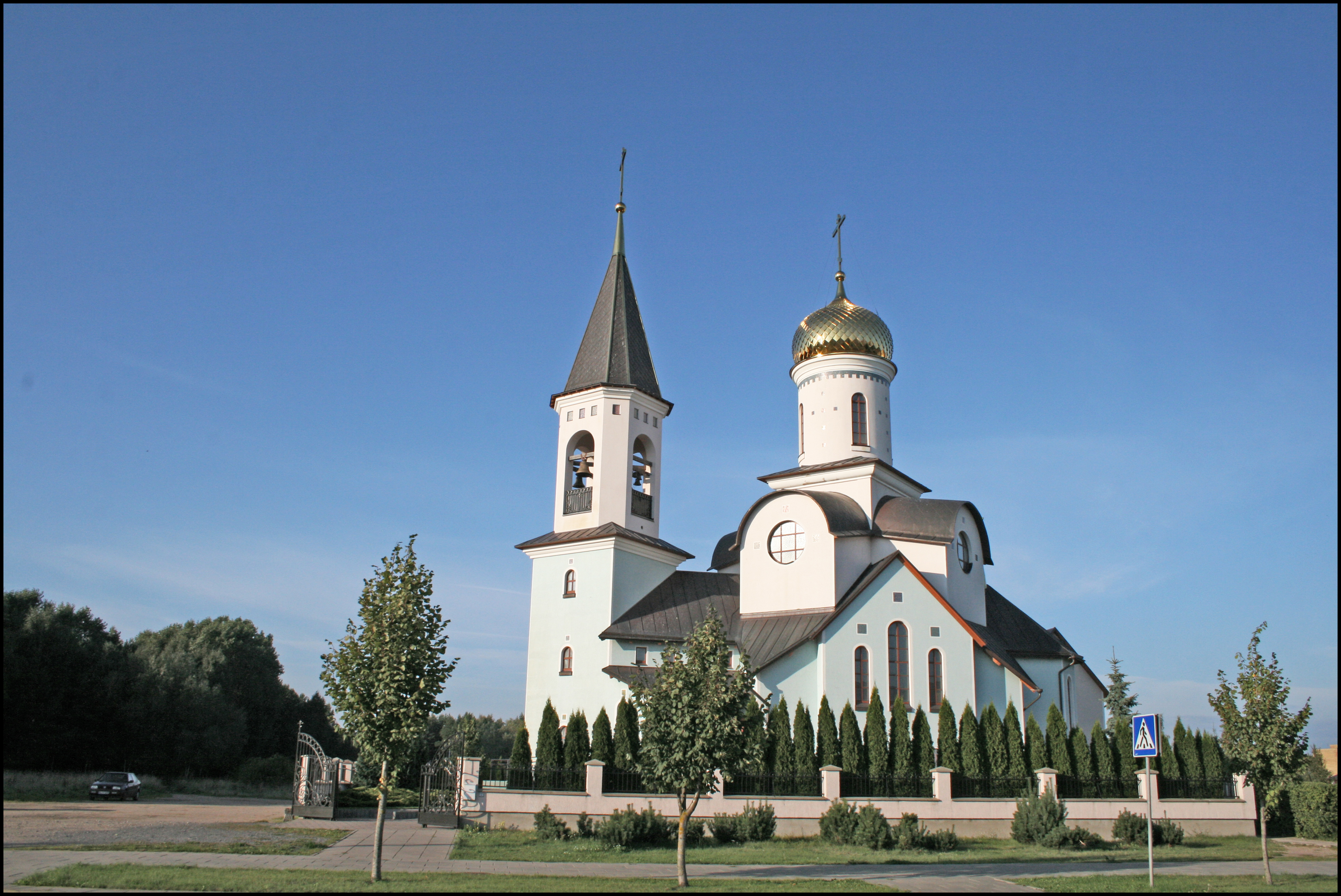
Церковь во имя Иверской иконы Божией Матери
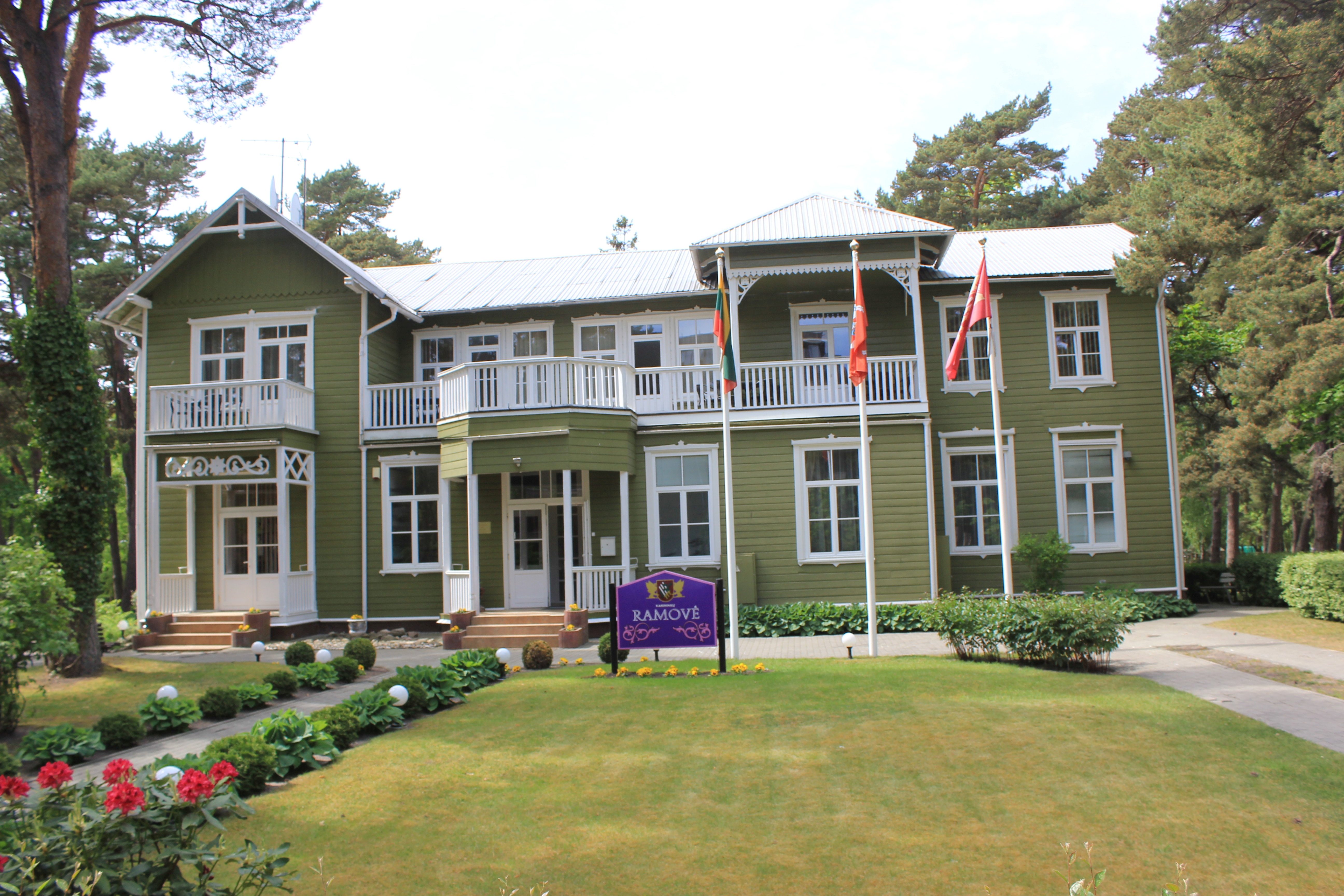
Вилла «Карининку Рамове»
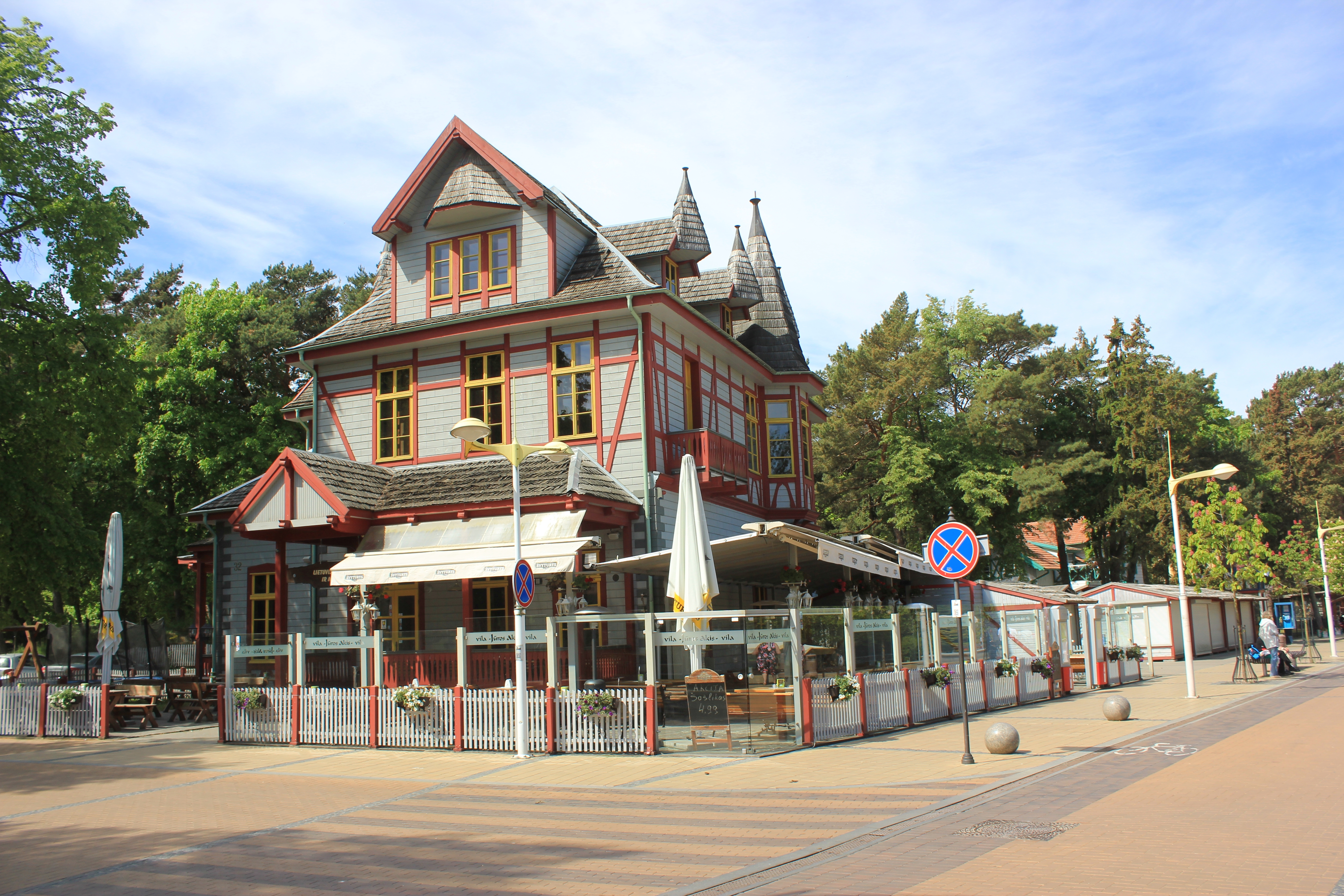
Вилла на ул. Й. Басанавичюса
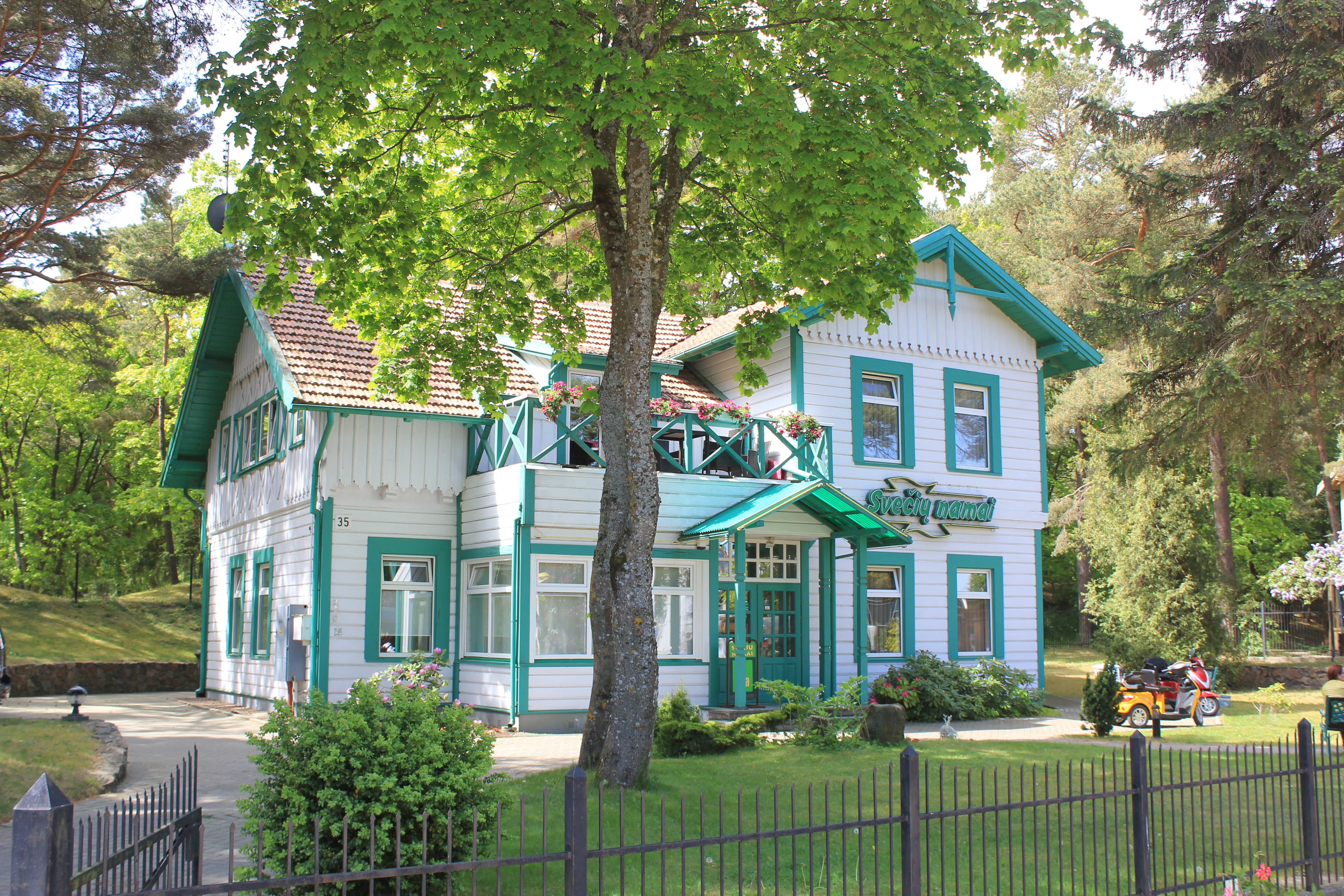
Гостевой дом
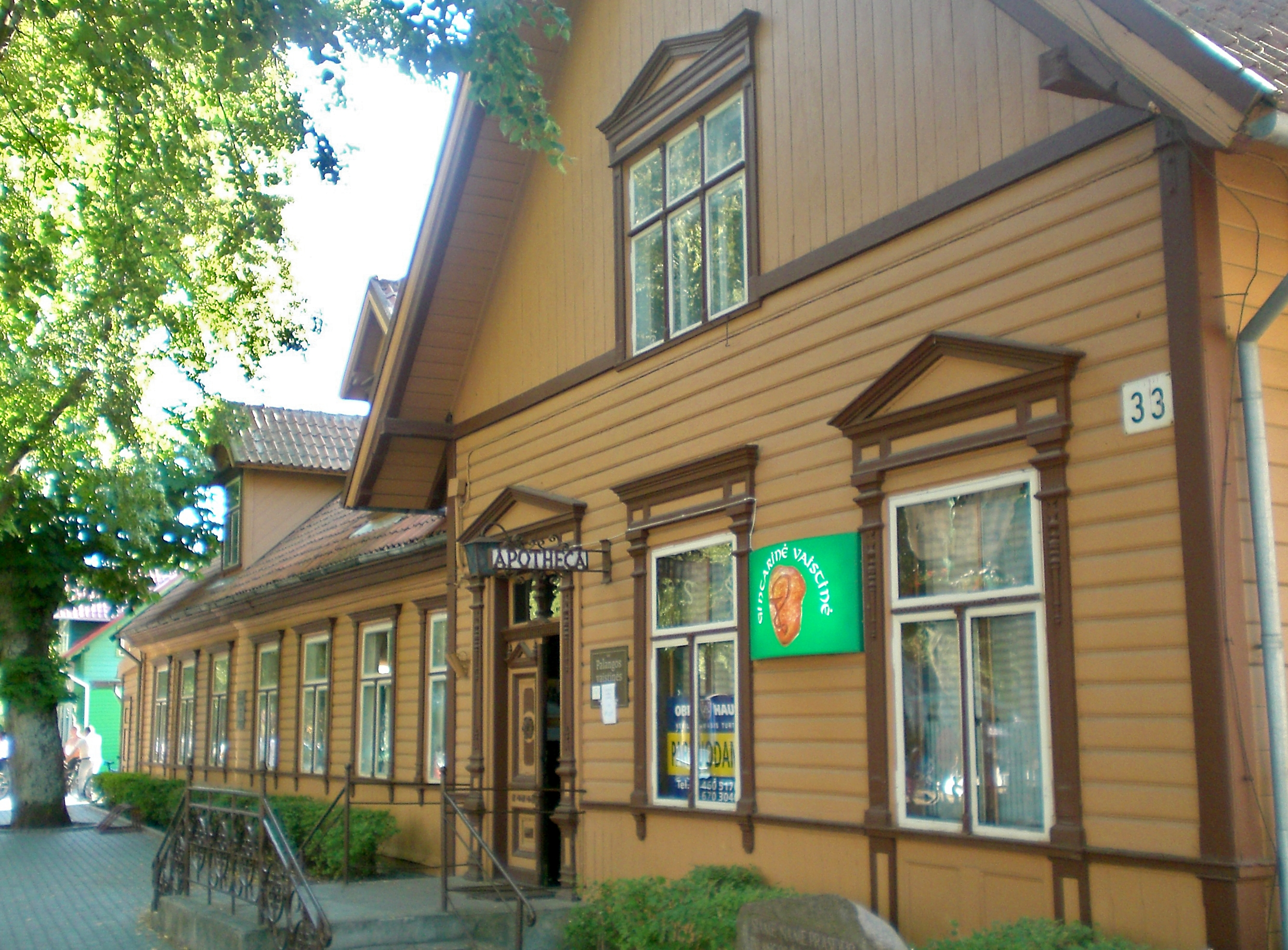
Старинная аптека
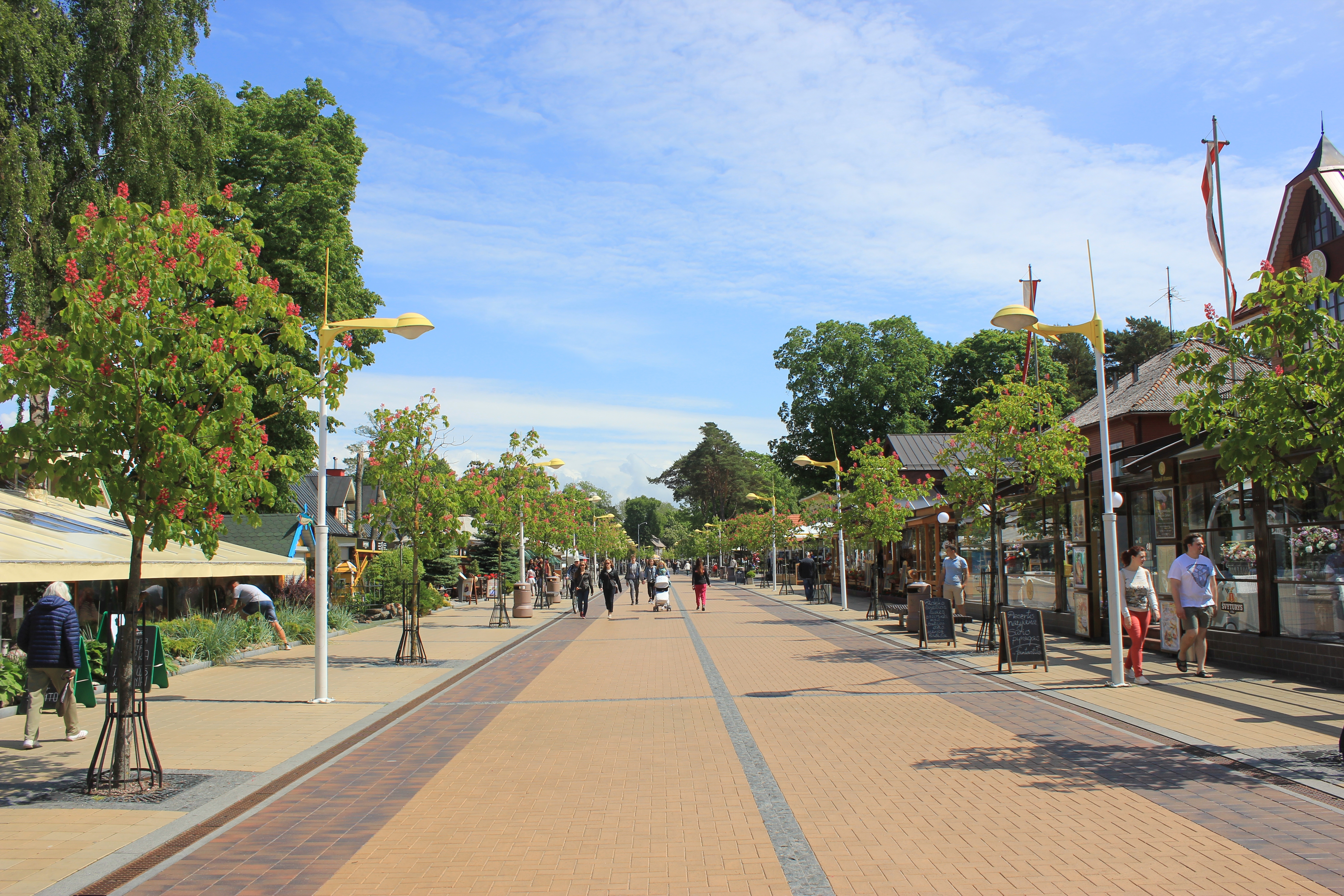
Главная пешеходная улица — улица Й. Басанавичюса
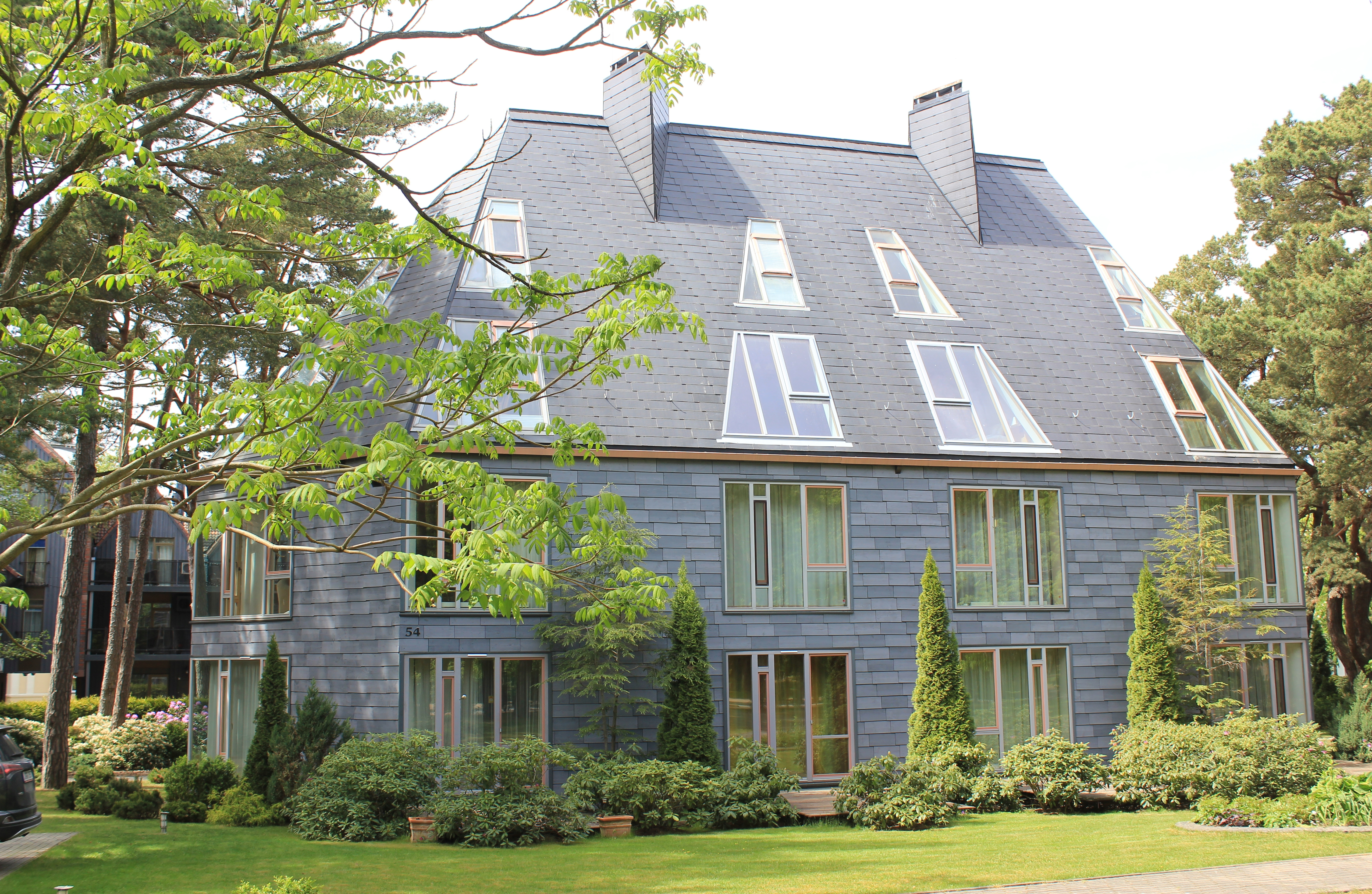
Современная архитектура
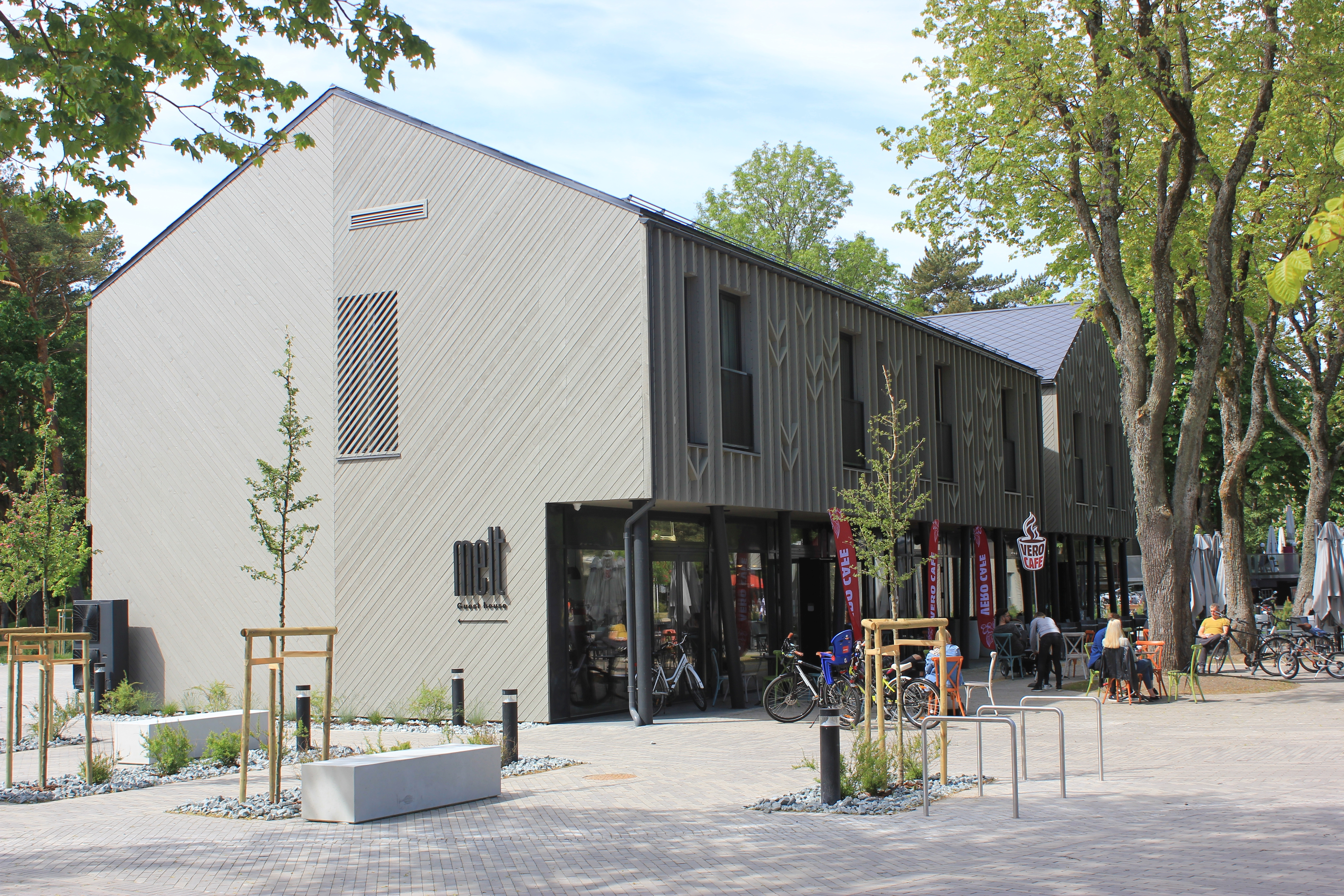
Современная архитектура
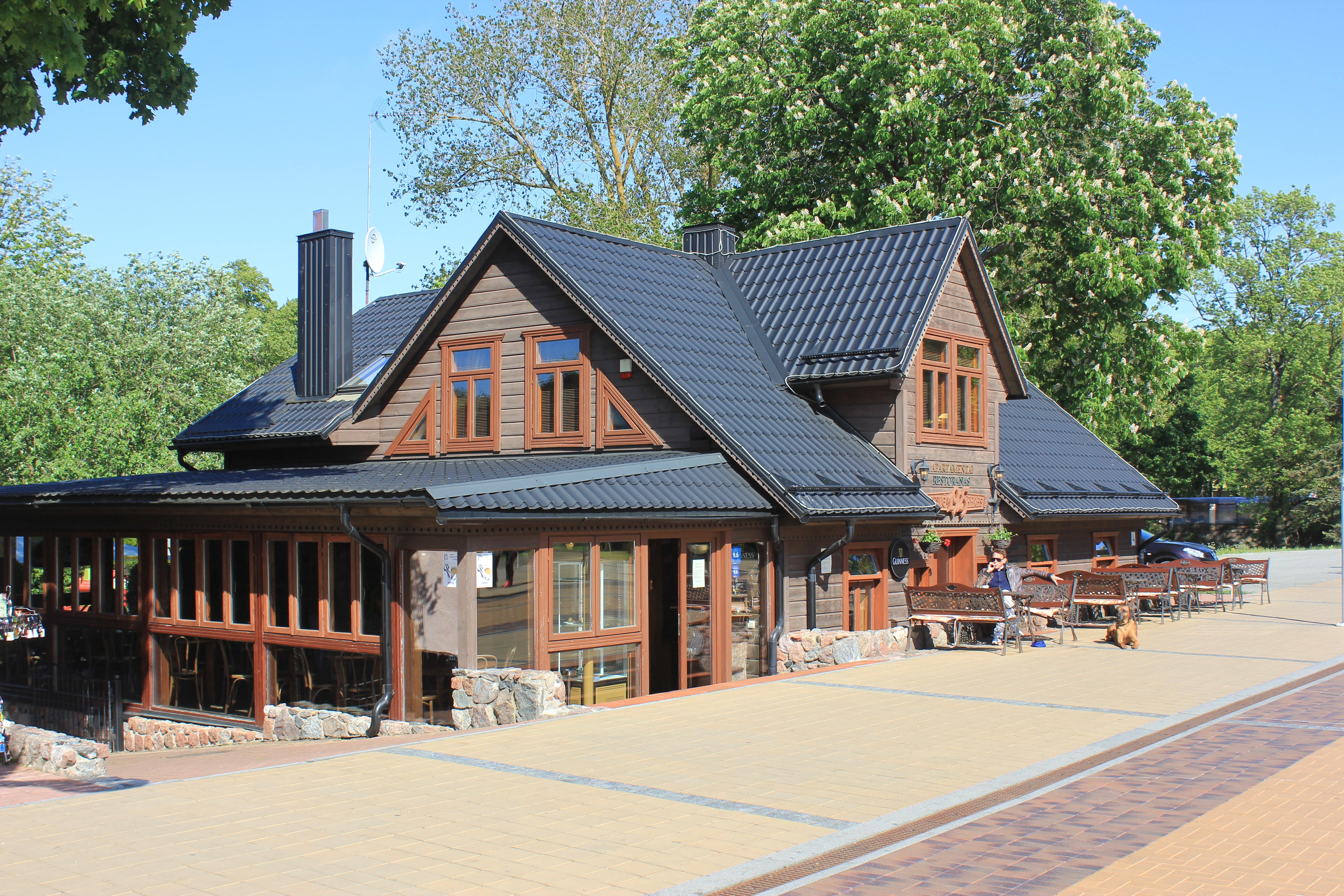
Ресторан
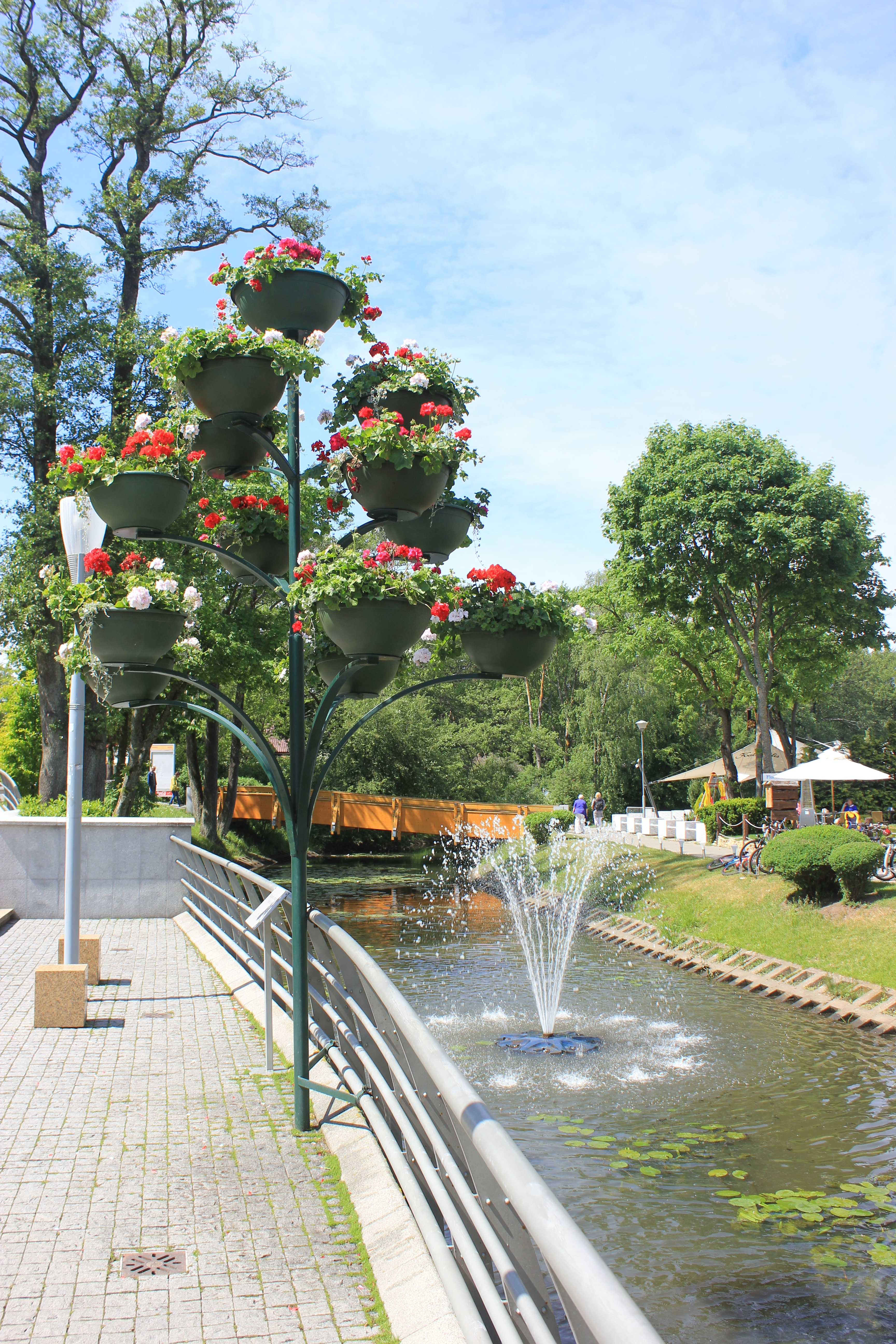
Река Раже
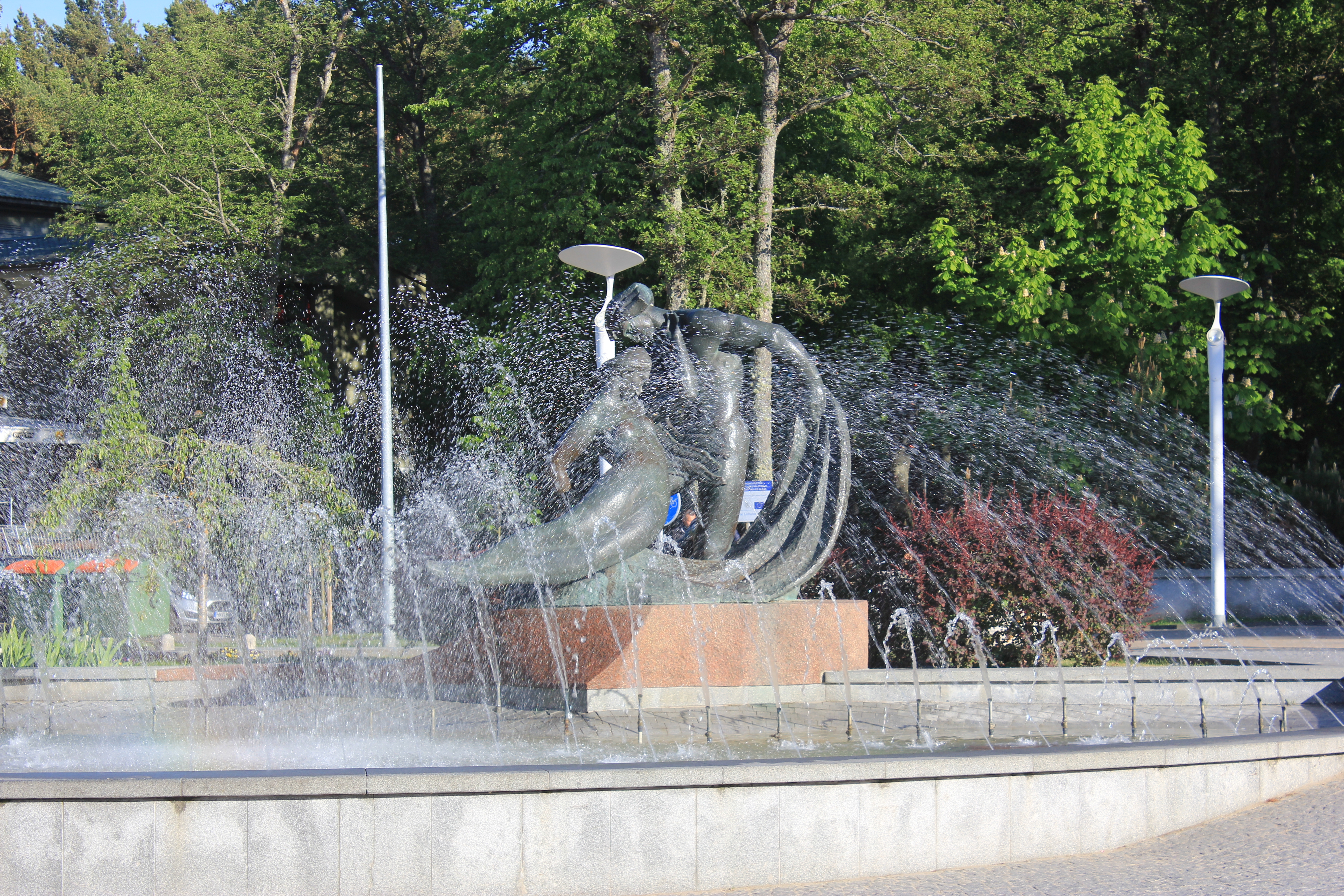
Фонтан со скульптурой «Юрате и Каститис»
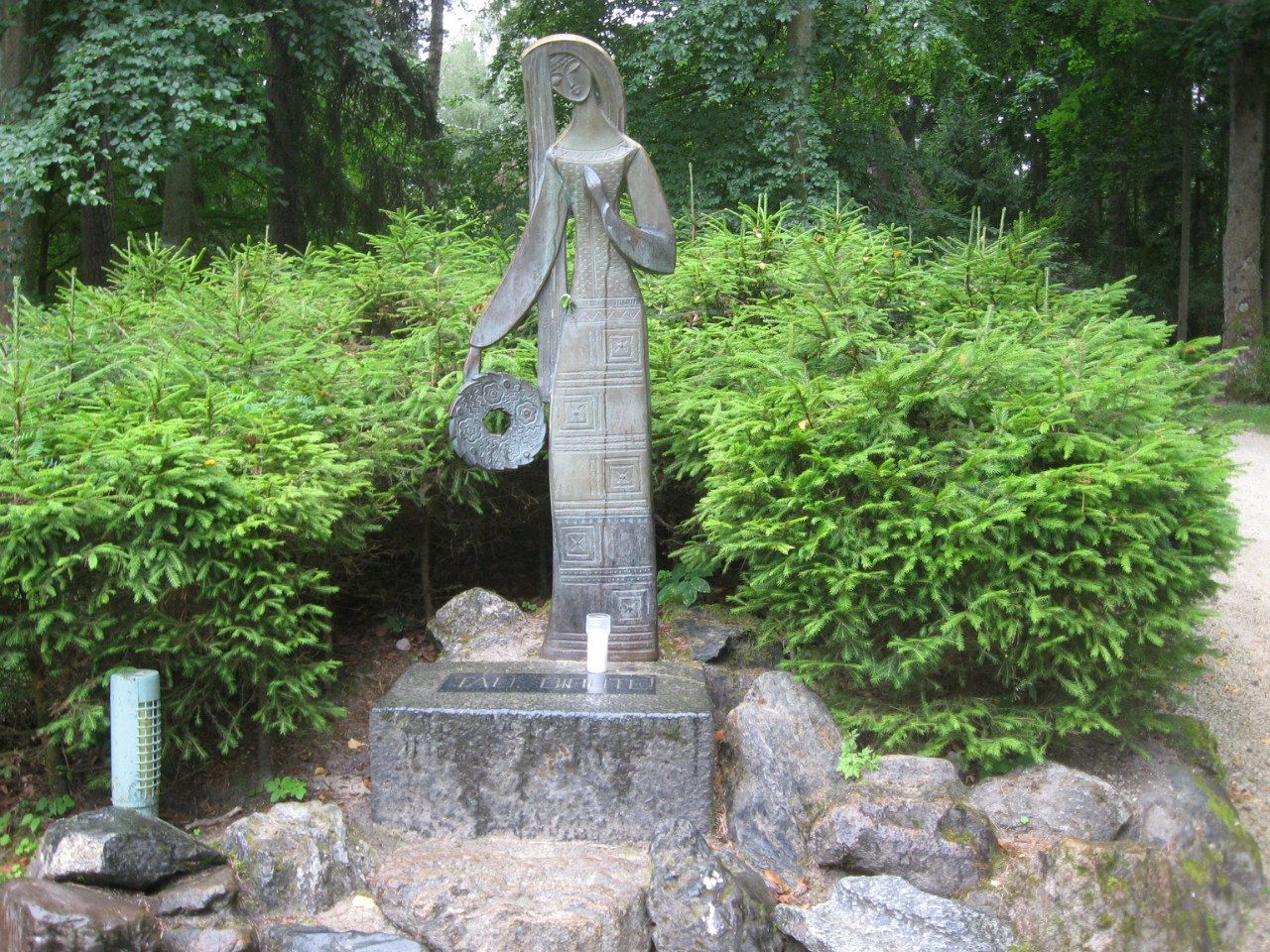
Памятник «Тебе, Бирута»
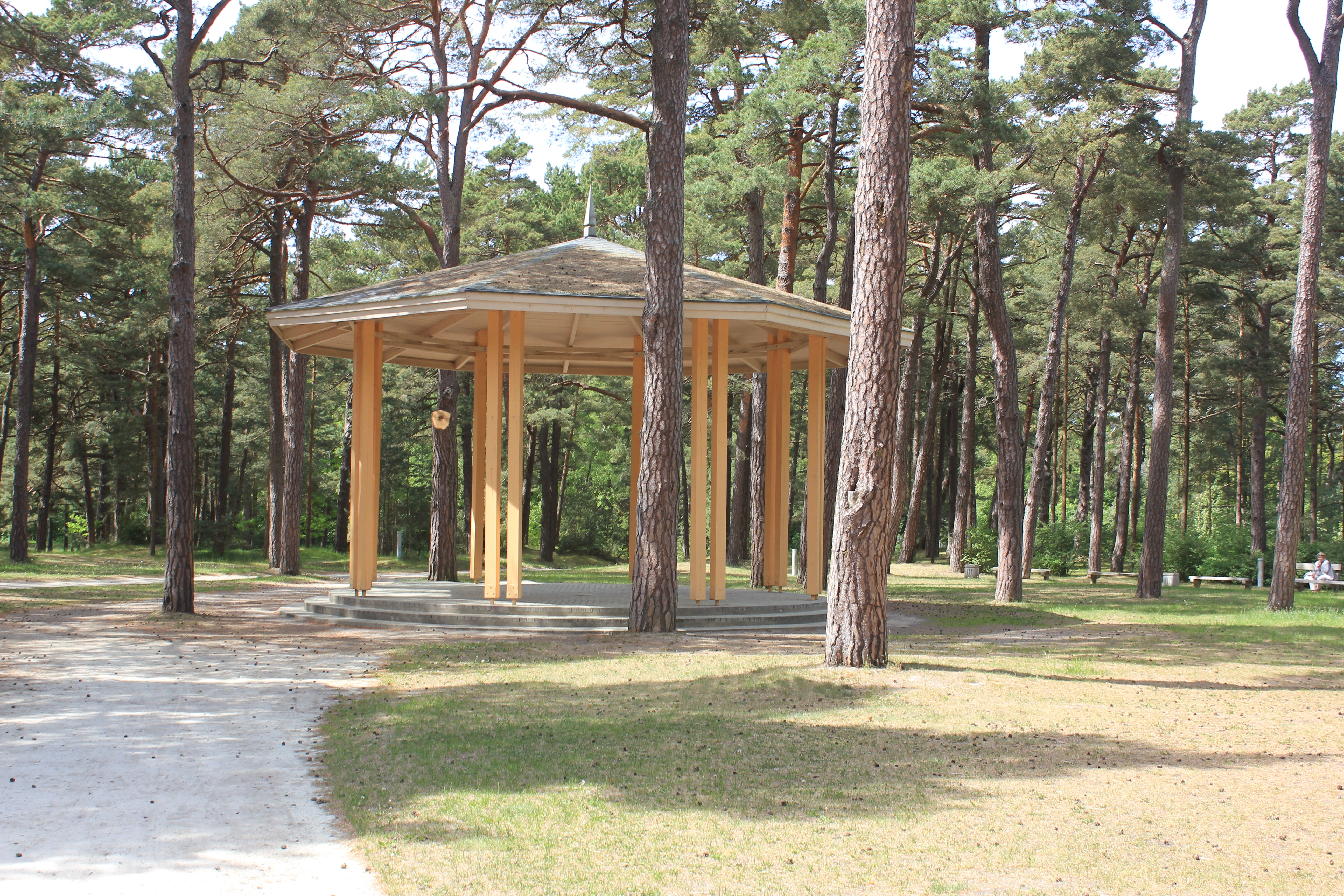
Ботанический парк
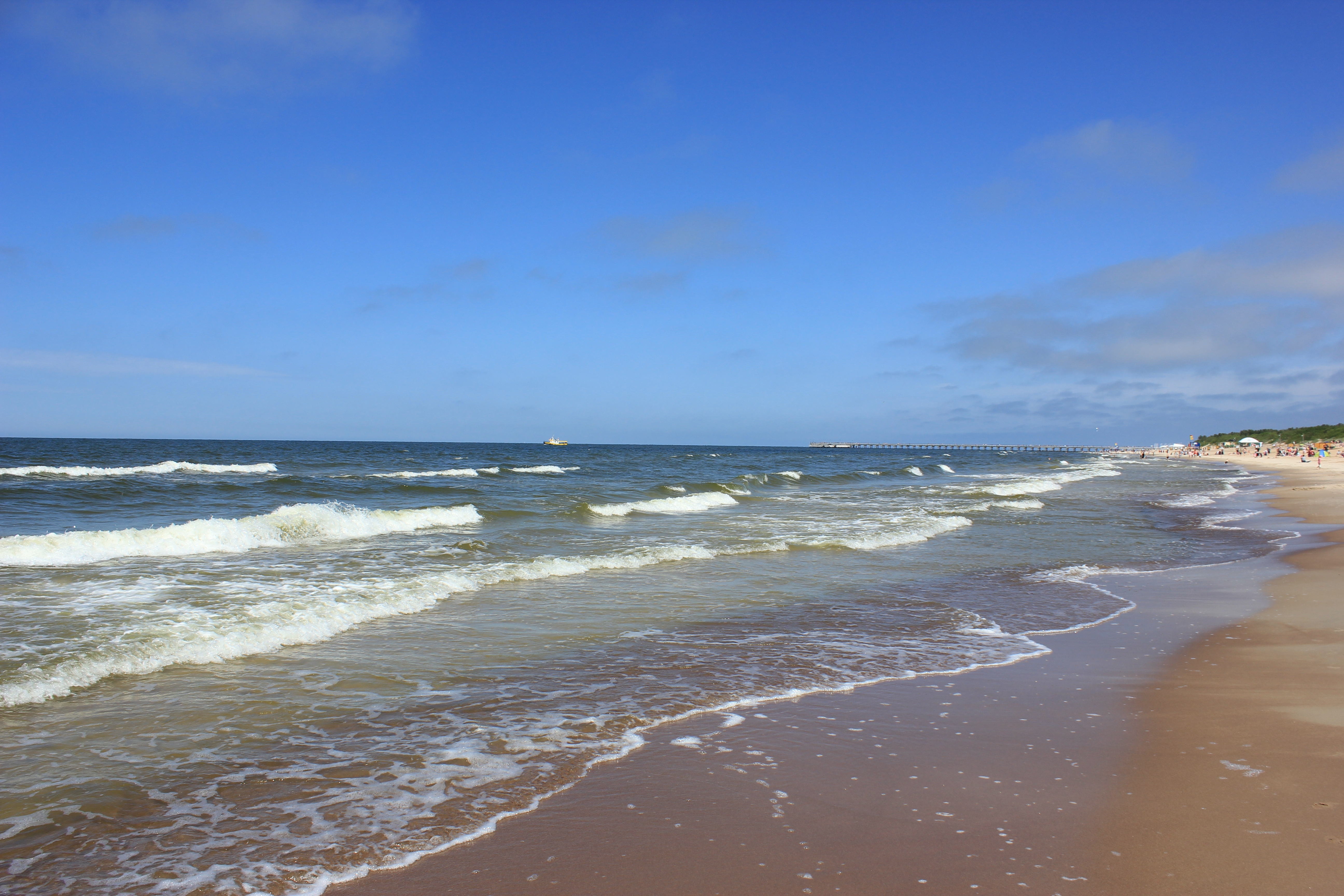
Балтийское море
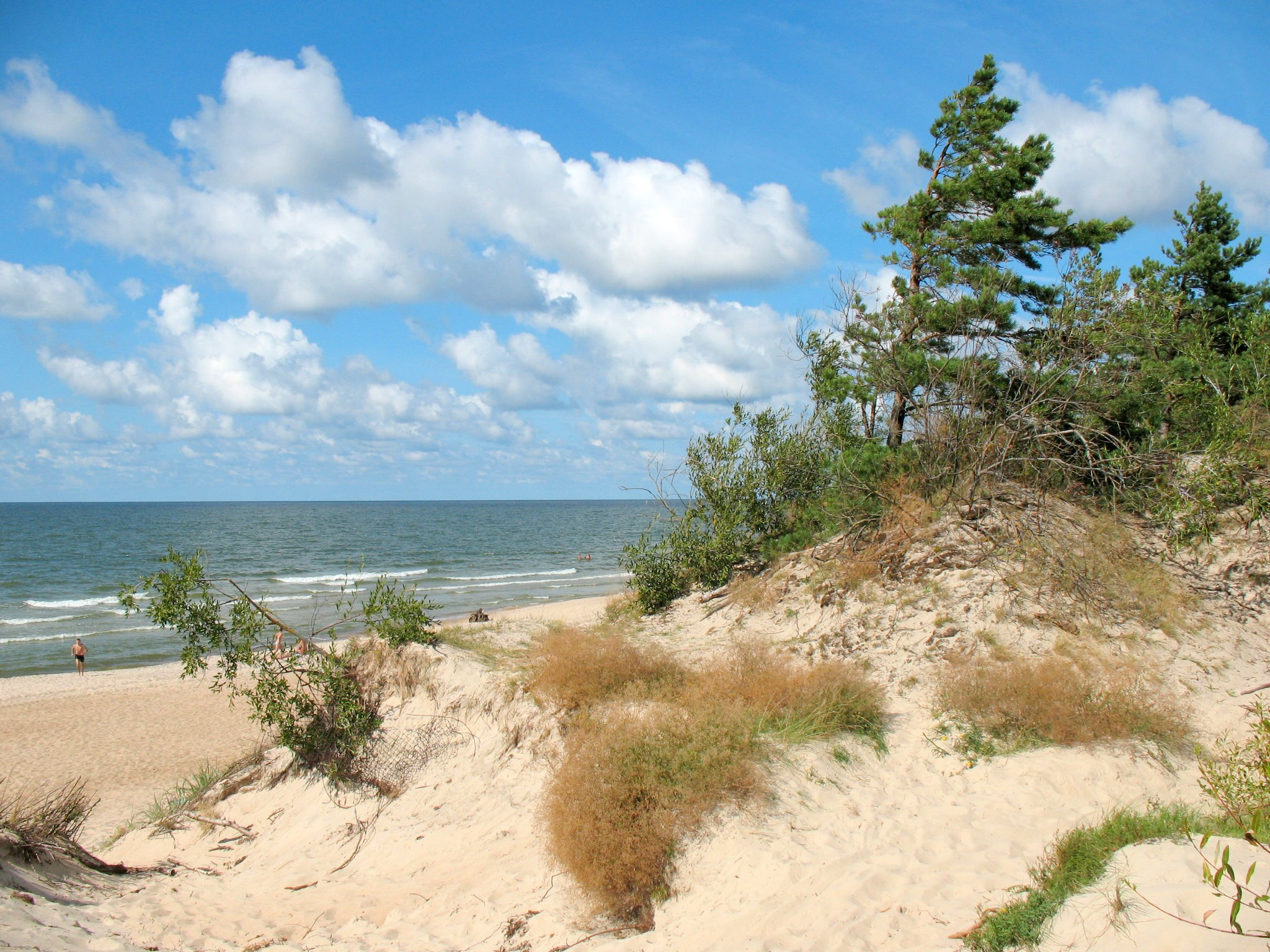
Берег моря
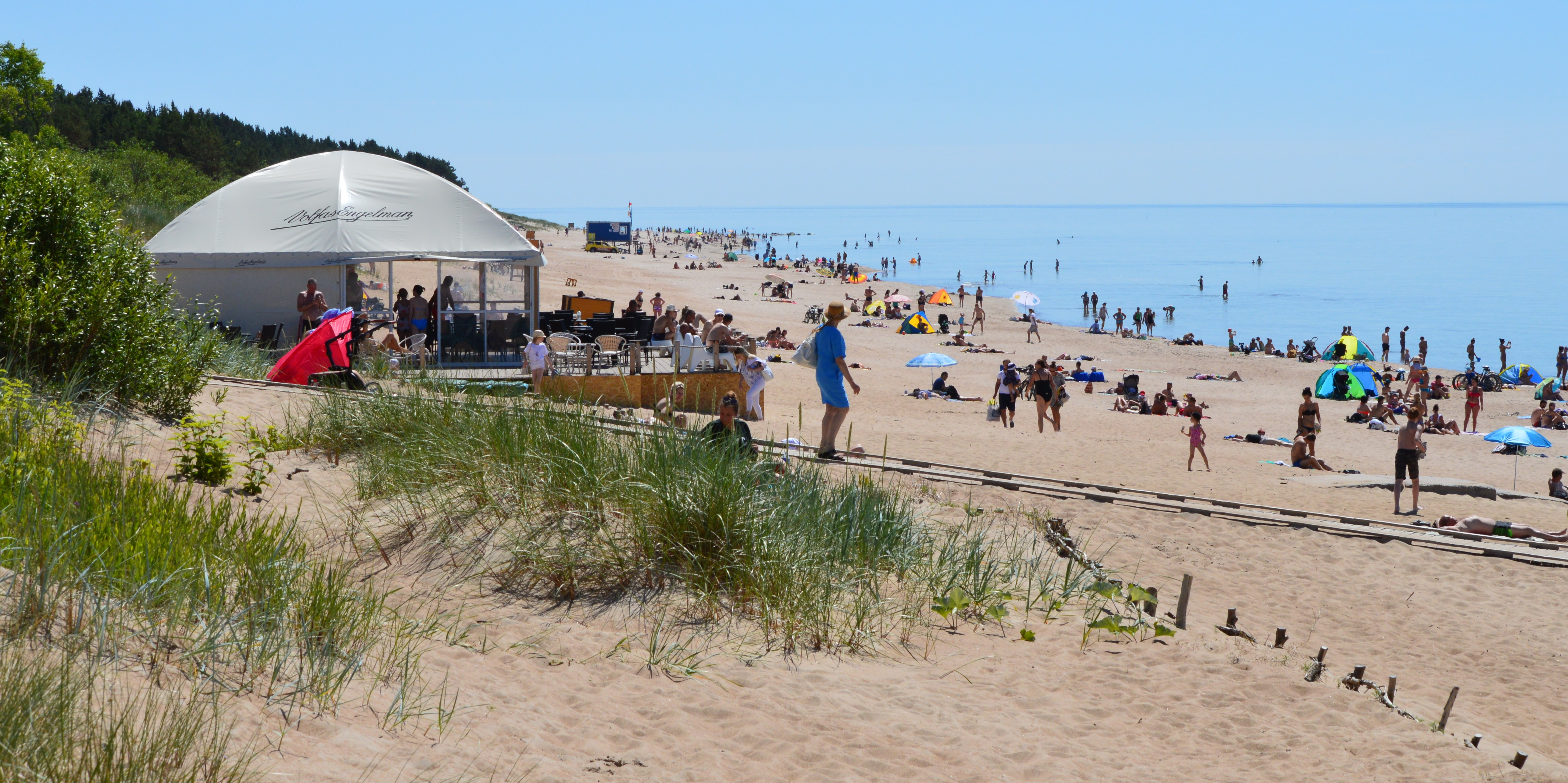
Пляж
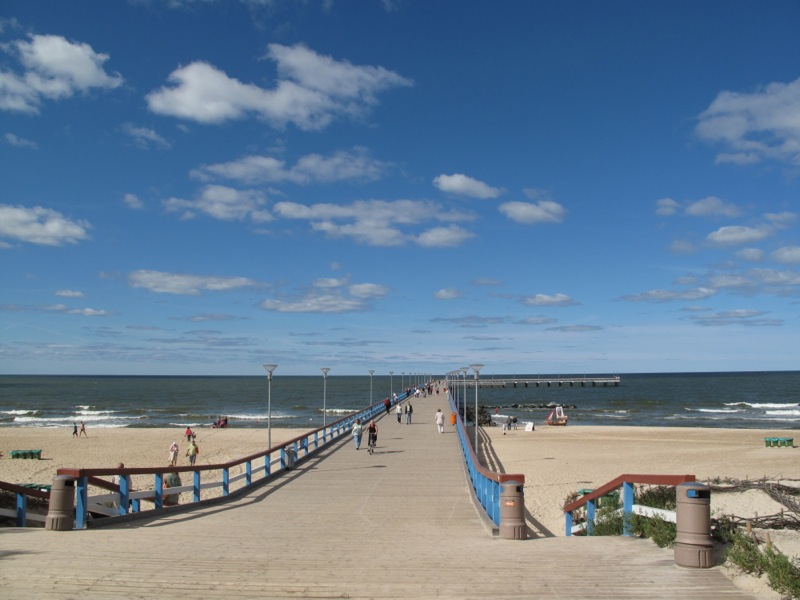
Пирс Паланги
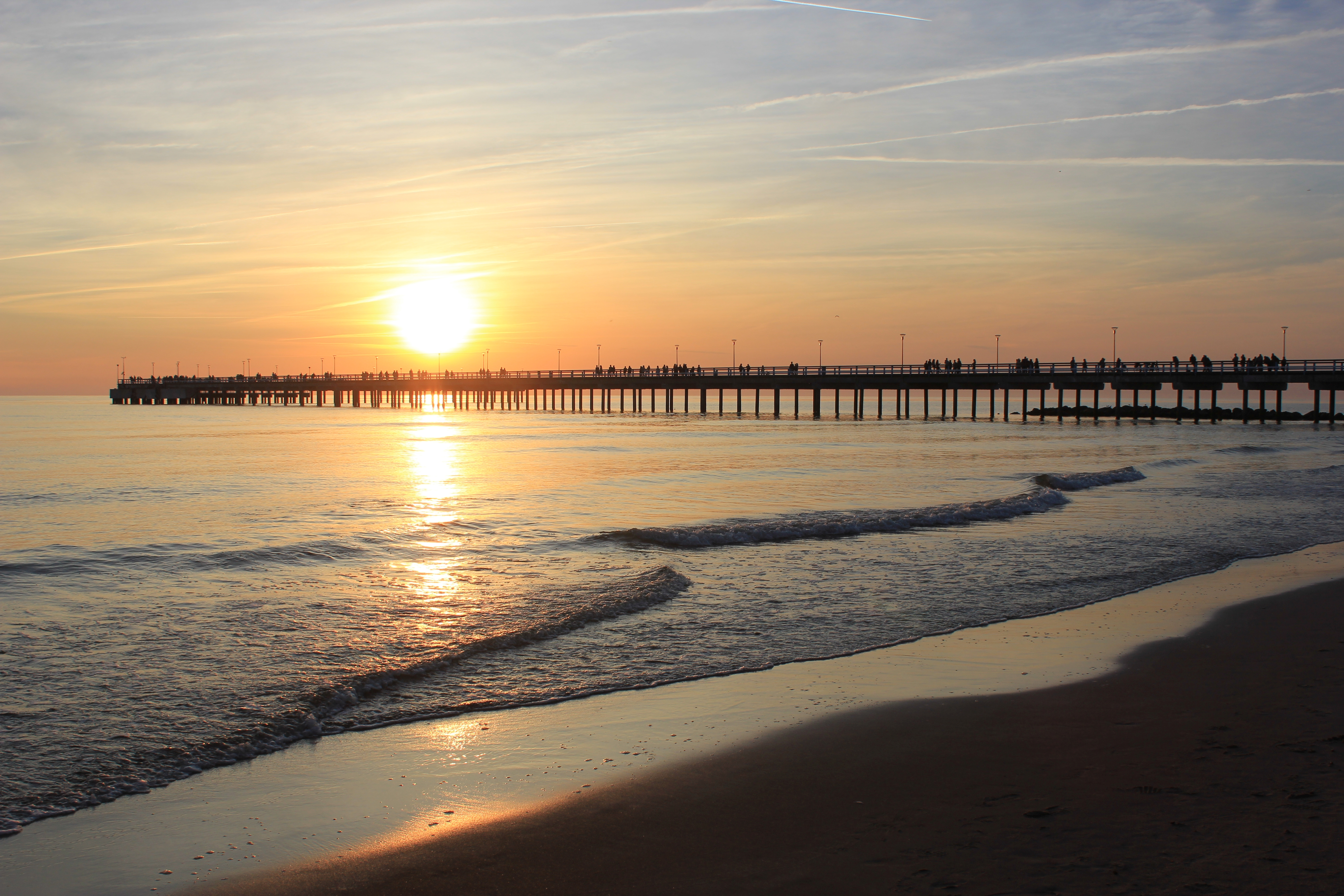
Закат на море